# James A. Garfield
Pour les articles homonymes, voir Garfield.
James Abram Garfield, né le 19 novembre 1831 à Orange (Ohio) et mort de ses blessures après une tentative d'assassinat en juillet, le 19 septembre 1881 à Elberon (New Jersey), est un enseignant, militaire et homme d'État américain, qui fut le vingtième président des États-Unis.
Après neuf élections consécutives à la Chambre des représentants des États-Unis dans l'Ohio entre 1863 et 1881, Garfield accède à la présidence sous l'étiquette du Parti républicain. Son mandat, fortement écourté par son assassinat, est marqué par une résurgence controversée de l'autorité présidentielle sur la préséance du Sénat concernant les nominations fédérales, une relance de la puissance navale américaine, l'élimination de la corruption au sein du service postal et la nomination de plusieurs Afro-Américains à de hautes fonctions fédérales.
Garfield grandit dans le milieu modeste d'une ferme de l'Ohio où il est élevé par sa mère veuve et son frère aîné. Pour financer ses études, Garfield exerce de nombreux métiers avant d'être diplômé en 1856 du Williams College dans le Massachusetts. Un an plus tard, il entre en politique au sein du Parti républicain et fait campagne contre l'esclavage dans l'Ohio. Il épouse Lucretia Rudolph en 1858 et est admis deux ans plus tard au barreau tout en étant élu au Sénat de l'Ohio, entre 1859 et 1861. Garfield s'oppose à la sécession des États du Sud et devient major général dans l'armée de l'Union, avec laquelle il participe aux batailles décisives de Middle Creek, de Shiloh (1862) et de Chickamauga (1863). Il est élu au Congrès en 1862 en tant que représentant du 19e district de l'Ohio.
Tout au long de sa longue carrière au Congrès après la guerre de Sécession, il s'oppose avec véhémence aux greenbacks et gagne une réputation d'orateur talentueux. Il est président du comité sur les affaires militaires et de celui sur les affectations du budget ainsi que membre du comité des affaires fiscales. Garfield est initialement proche des vues des républicains-radicaux concernant la Reconstruction puis favorise une approche plus souple sur l'application des droits civiques des esclaves affranchis. En 1880, la législature de l'Ohio l'élit au Sénat des États-Unis ; la même année, les principaux prétendants républicains à l'élection présidentielle, Ulysses S. Grant, James Blaine et John Sherman, ne parviennent pas à rassembler un soutien suffisant lors de la convention. Garfield devient le candidat du compromis pour l'élection présidentielle de 1880 et décline alors la nomination au Sénat fédéral pour entrer dans la course à la présidence dans laquelle il bat le candidat démocrate Winfield Hancock.
La présidence de Garfield dure seulement 200 jours, du 4 mars 1881 jusqu'à sa mort le 19 septembre 1881, après avoir été blessé de deux coups de revolver par Charles J. Guiteau le 2 juillet précédent. Seule la présidence de William Henry Harrison, qui dura 31 jours, fut plus courte. Garfield est le second des quatre présidents américains assassinés au cours de leur mandat, et le premier à avoir été tué lors de son premier mandat. 
Sa grande réforme de la fonction publique est finalement promulguée en 1883 par son vice-président et successeur Chester A. Arthur sous la forme du Pendleton Civil Service Reform Act.

## Biographie

### Jeunesse
James Garfield naît le 19 novembre 1831 dans le comté de Cuyahoga près de l'actuelle ville d'Orange dans l'Ohio ; il est le plus jeune d'une famille de cinq enfants. D'ascendance galloise, il fut élevé par sa mère, Eliza Ballou qui avança qu'il « était le plus gros bébé que j'aie eu et il ressemblait à un Irlandais rougeaud ». Son père, Abram Garfield, connu localement pour ses activités de lutteur, mourut alors que James n'avait que 18 mois,. Les parents de Garfield avaient rejoint les disciples du Christ et ceux-ci influencèrent profondément le jeune garçon. Garfield reçut une éducation rudimentaire à l'école du village à Orange. Il savait cependant qu'il aurait besoin d'argent pour continuer ses études.
À l'âge de 16 ans, il décida de voler de ses propres ailes et se tourna vers la mer dans l'espoir de devenir marin ; il n'obtint cependant qu'un travail d'ouvrier sur un canal près de Cleveland durant six semaines. Il tomba malade et retourna chez lui mais après avoir récupéré il assista aux cours de la Geauga Academy où il se découvrit une passion pour les études. Garfield travailla en tant que charpentier, sonneur de cloche et concierge pour financer ses études. Il déclara plus tard à propos de cette période : « Je suis triste d'être né dans la pauvreté et dans ce chaos de l'enfance, 17 ans sont passés avant que je ne trouve une quelconque inspiration… 17 précieuses années au cours desquelles un garçon avec un père et un peu d'argent aurait pu être fixé de diverses manières viriles ». En 1849, il accepta un poste d'enseignant qui ne lui convenait pas et développa ensuite une aversion pour ce qu'il appelait la « recherche de poste » qui devint selon lui « la loi de ma vie ». En 1850 Garfield retourna à l'église et fut baptisé.

### Études, mariage et début de carrière

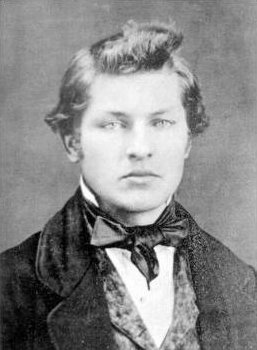
Garfield à l'âge de 16 ans.

De 1851 à 1854, il étudia au Western Reserve Eclectic Institute (par la suite renommé Hiram College) à Hiram dans l'Ohio. À Eclectic, il s'intéressa à l'étude du grec et du latin et il commença à enseigner. Il avait d'autre part la faculté d'écrire, simultanément, en latin d'une main et en grec ancien de l'autre. Il réalisa de nombreuses tournées de prédications dans les églises voisines, gagnant parfois un dollar par service religieux. Garfield s'inscrivit ensuite au Williams College de Williamstown dans le Massachusetts où il rejoignit la fraternité Delta Upsilon. Garfield fut impressionné par le président de l'université, Mark Hopkins, à propos duquel il déclara, « L'éducation idéale est Mark Hopkins à l'extrémité d'une souche et un étudiant de l'autre coté ». Garfield gagna une réputation de débatteur doué et il devint président de la Philogian Society et éditeur du Williams Quarterly. Après un parcours remarquable il fut diplômé en 1856.
Après avoir prêché brièvement au Franklin Circle Christian Church, Garfield abandonna cette vocation et postula au poste de proviseur du lycée de Poestenkill dans l'État de New York. Il ne fut pas retenu et retourna enseigner à l'Eclectic Institute. Il enseigna la littérature classique durant l'année universitaire de 1856-1857 avant de devenir proviseur de l'Institute de 1857 à 1860 ; il parvint à restaurer l'attractivité de l'école qui avait baissé. À cette époque, Garfield se rapprocha des idées des républicains modérés même s'il n'était un homme de parti. S'il ne se considérait pas comme un abolitionniste, il était opposé à l'esclavage. Après la fin de ses études, il commença une carrière en politique en réalisant de nombreux discours engagés en faveur du parti républicain et de leur cause anti-esclavagiste. En 1858, un athée et partisan de l'évolutionnisme nommé Denton se lança dans un débat avec lui (L'Origine des espèces de Charles Darwin fut publié l'année suivante). Le débat qui dura plus d'une semaine fut considéré comme ayant été gagné par Garfield.

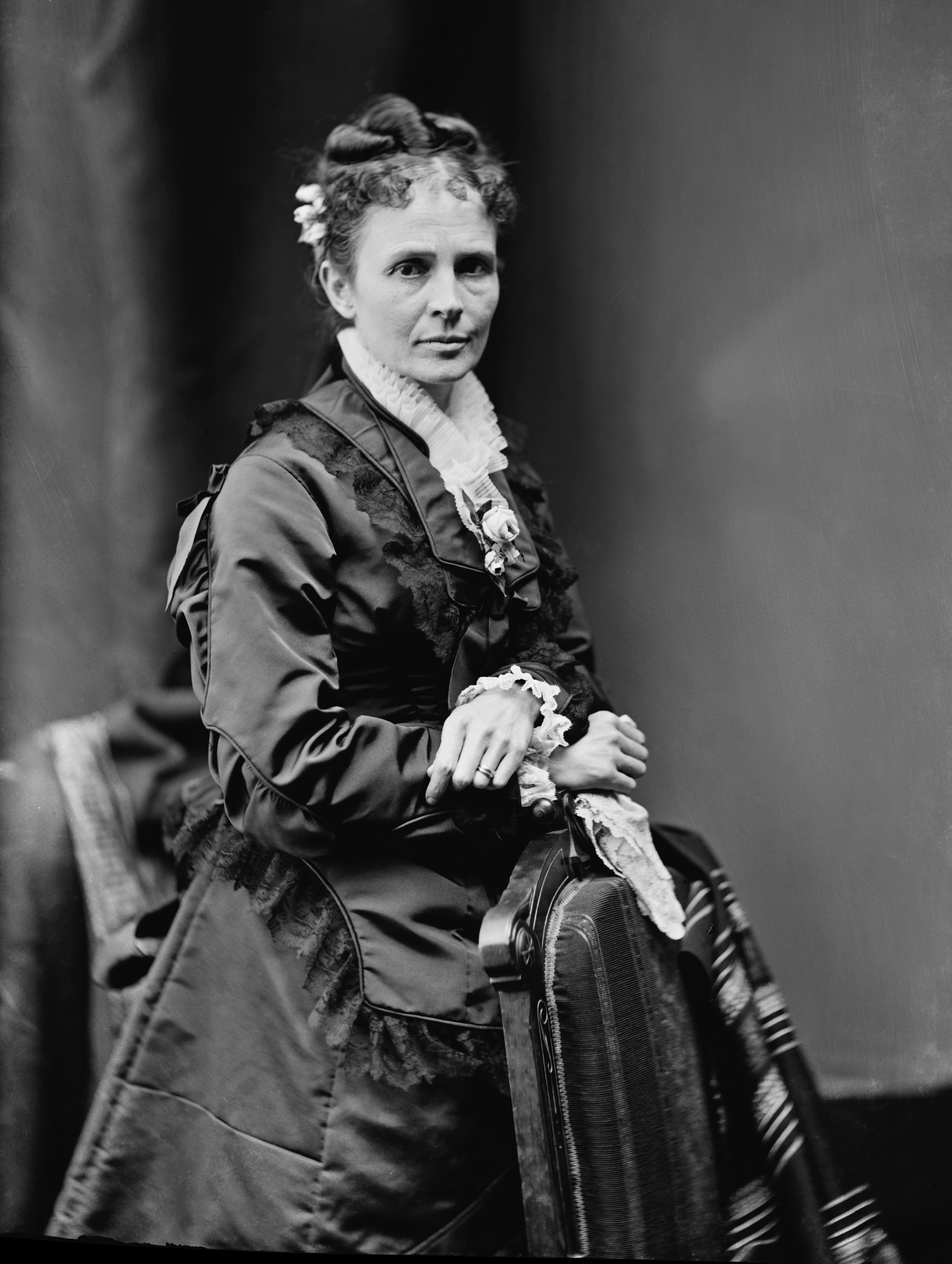
Lucretia Garfield dans les années 1870.

Le premier amour de Garfield fut Mary Hubbell en 1851 mais la relation dura un an sans engagement formel. Le 11 novembre 1858, il épousa Lucretia Rudolph qui était l'une de ses anciennes élèves. Ils eurent sept enfants (cinq fils et deux filles) : Eliza Arabella Garfield (1860-1863) ; Harry Augustus Garfield (1863-1942) ; James Rudolph Garfield (1865-1950) ; Mary Garfield (1867-1947) ; Irvin M. Garfield (1870-1951) ; Abram Garfield (1872-1958) et Edward Garfield (1874-76). James R. Garfield, se lança également dans la politique et devint secrétaire à l'Intérieur du président Theodore Roosevelt.
Garfield se désintéressa progressivement de l'enseignement et commença à étudier le droit en 1859. Il fut admis au barreau de l'Ohio en 1861. Avant son admission, il fut invité à entrer en politique par les chefs républicains locaux et à se présenter au poste de sénateur de l'État pour le 26e district de l'Ohio après la mort de Cyrus Prentiss qui occupait cette fonction. Il fut nommé par la convention du parti et fut élu sénateur de l'État en 1859 jusqu'en 1861. L'acte la plus marquant de son mandat fut la rédaction d'une loi destinée à réaliser la première étude géologique de l'État afin de déterminer ses ressources minérales. Alors que la nation se rapprochait de la guerre civile, Garfield considérait que la sécession était inconcevable. Sa réponse fut un zèle renouvelé pour les célébrations du 4 juillet 1860.
Après l'élection d'Abraham Lincoln, Garfield songeait plus à s'armer qu'à négocier et déclara « les autres États peuvent s'armer jusqu'aux dents mais si l'Ohio nettoie ses mousquets rouillés, on dit qu'il offense ses frères du Sud. Je suis las de cette faiblesse ». Le 13 février 1861, le président Lincoln nouvellement élu arriva à Cincinnati par train pour donner un discours. Garfield nota que Lincoln était « désespérément modeste » mais qu'il avait pourtant « le ton et la stature d'un homme solide et sans peur ».

### Carrière militaire

#### Sous le commandement de Buell

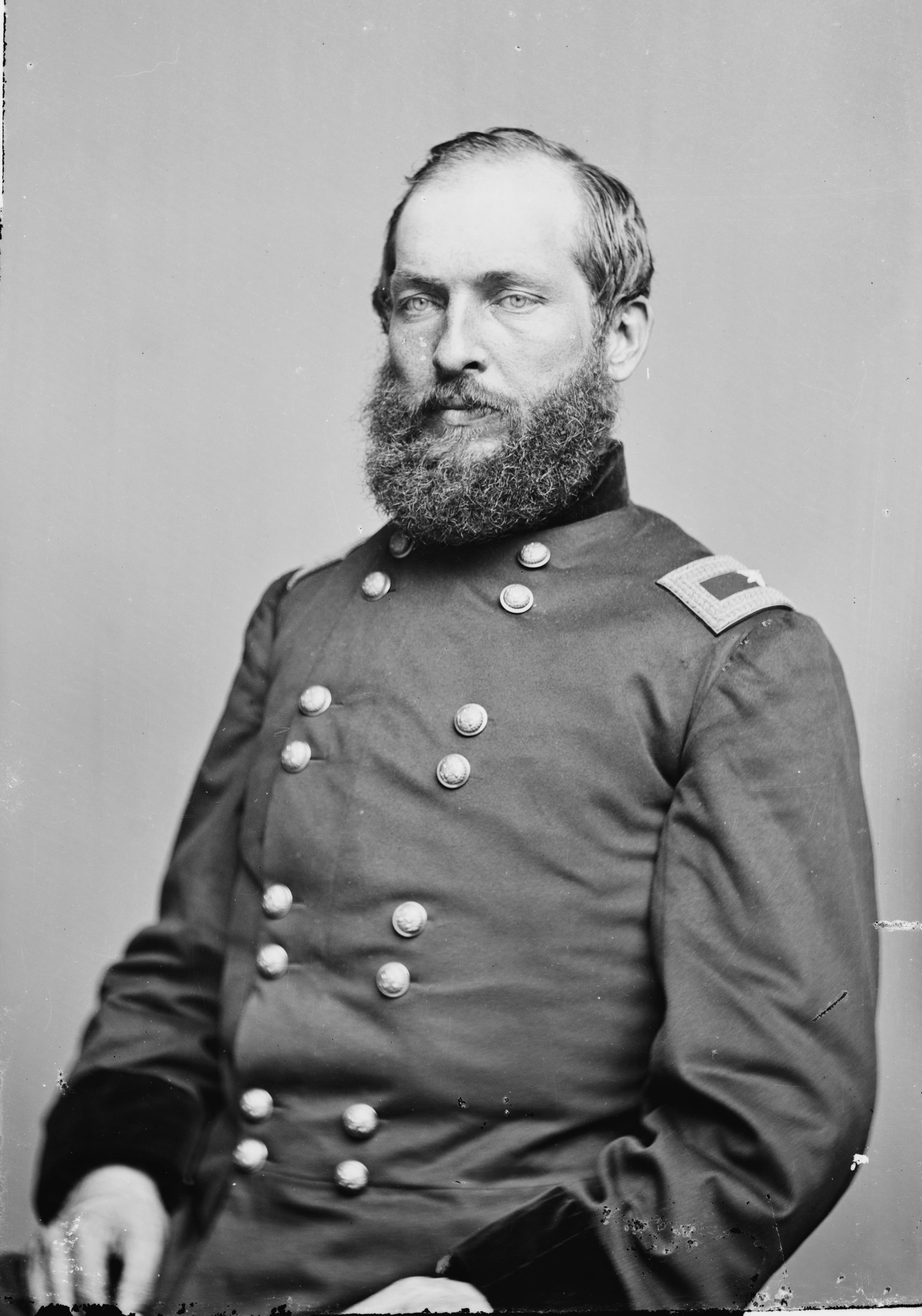
Le brigadier-général Garfield lors de la guerre de Sécession.

Au début de la guerre de Sécession, Garfield fut frustré par ses échecs à obtenir un poste d'officier dans l'armée de l'Union. Le gouverneur de l'Ohio, William Dennison, lui confia la mission de se rendre dans l'Illinois pour acquérir des armes et négocier avec les gouverneurs de l'Illinois et de l'Indiana pour renforcer les troupes. À l'été 1861, il fut finalement nommé colonel dans l'armée de l'Union et reçut le commandement du 42e régiment de volontaires de l'Ohio.
Le général Don Carlos Buell confia à Garfield la tâche de chasser les forces confédérées de l'est du Kentucky en novembre 1861 et lui accorda la 18e brigade pour cette campagne. En décembre, il quitta Catlettsburg dans le Kentucky avec les 40e et 42e régiments d'infanterie de l'Ohio, les 14e et 22e du Kentucky et le 2d de cavalerie de Virginie. Le déplacement se fit sans incidents jusqu'à l'arrivée des forces de l'Union à Paintsville dans le Kentucky le 6 janvier 1862 lorsque la cavalerie de Garfield engagea les confédérés à Jenny's Creek. Garfield déploya habilement ses troupes pour faire croire à l'ennemi qu'il était supérieur en nombre alors qu'il ne l'était pas. Les confédérés menés par le général de brigade Humphrey Marshall se replièrent à Middle Creek à environ 3 km de Prestonsburg sur la route de Virginie. Garfield attaqua le 10 janvier 1862. À la fin de la journée, les soldats confédérés se replièrent mais Garfield ne les poursuivit pas et se retira à Prestonburg pour ravitailler ses troupes. Ses victoires lui apportèrent une certaine reconnaissance et il fut promu au grade de brigadier-général le 11 janvier.
Garfield commanda ensuite la 20e brigade de l'Ohio sous la direction de Buell à la bataille de Shiloh où ses troupes, retardées par le mauvais temps, renforcèrent les unités du major-général Ulysses S. Grant menacées par une attaque surprise du général confédéré Albert S. Johnston. Il servit ensuite sous les ordres de Thomas J. Wood lors du siège de Corinth dans le Mississippi puis participa à la poursuite des forces confédérées en retraite menée par l'excessivement prudent major-général Henry W. Halleck. Cela permit la fuite du général P. G. T. Beauregard et de ses hommes et engendra chez le furieux Garfield une méfiance tenace vis-à-vis de l'entraînement à l'académie militaire de West Point. La philosophie militaire de Garfield en 1862, de porter agressivement la guerre contre les civils du Sud, n'était pas encore acceptée par les généraux de l'Union. La tactique fut ensuite adoptée et appliquée dans les campagnes des généraux Sherman et Sheridan.
Garfield fit le commentaire suivant concernant l'esclavage en 1862 : « Si un homme est noir, qu'il soit ami ou ennemi, il est préférable de le garder à distance. Il est à peine possible que Dieu nous permette de réussir alors que de telles énormités sont pratiquées ». Pendant l'été 1862, sa santé se détériora brusquement, il développa un ictère et perdit beaucoup de poids ; le biographe Peskin avance qu'il aurait été victime d'une hépatite infectieuse. Garfield dut rentrer chez lui où sa femme s'occupa de lui et il récupéra. Il retourna dans l'armée à l'automne et participa au jugement en cour martiale de Fitz John Porter. Garfield fut ensuite envoyé à Washington pour recevoir de nouveaux ordres. À sa grande frustration, il reçut diverses affectations provisoires en Floride, en Virginie et en Caroline du Sud qui furent toutes successivement annulées. Durant son inactivité à Washington en attente d'une affectation, Garfield passa beaucoup de temps à correspondre avec des amis et sa famille. Une rumeur d'aventure extraconjugale non confirmée causa une certaine tension dans son couple mais Lucretia lui pardonna.

#### Chef d'état-major de Rosecrans

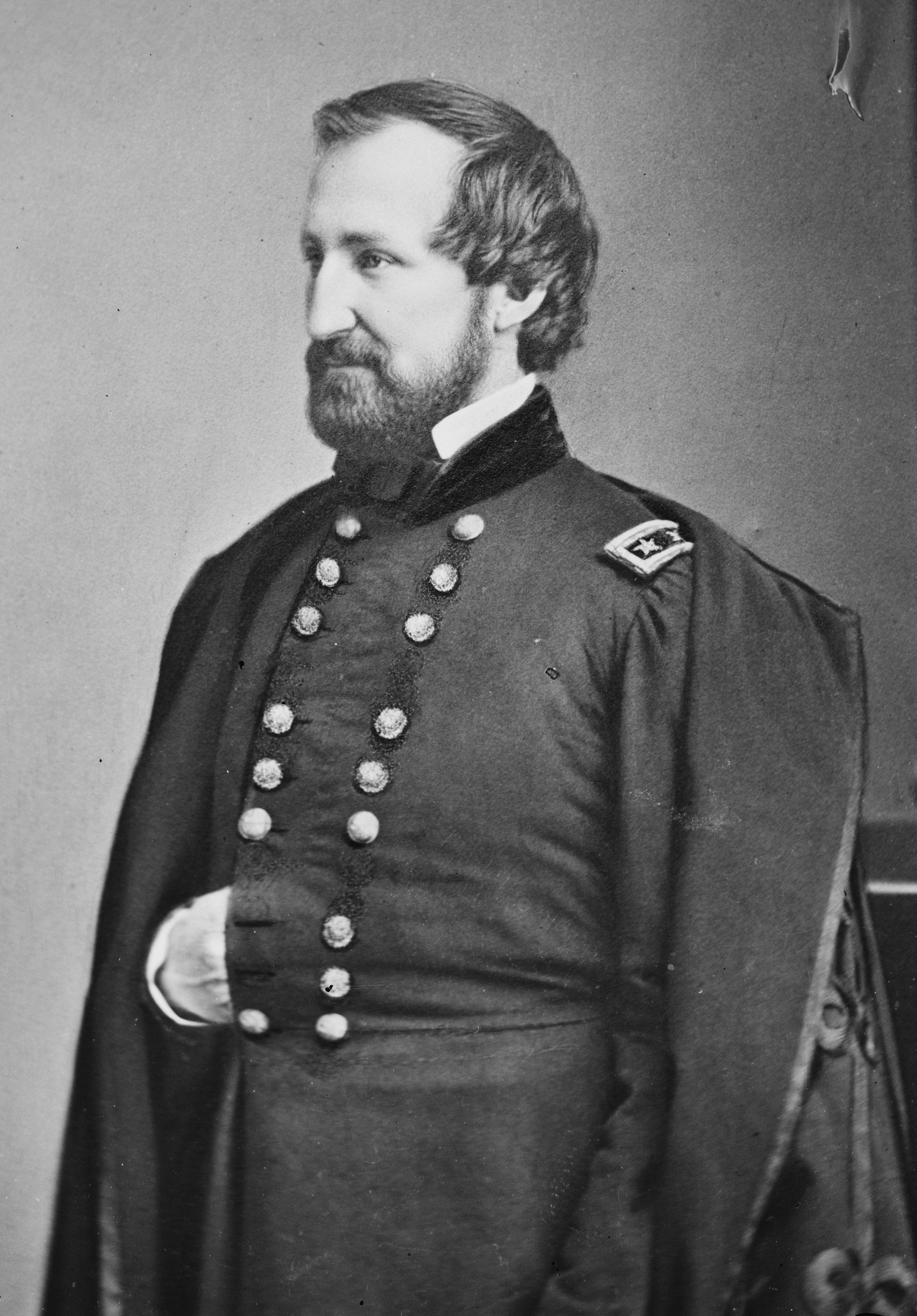
William S. Rosecrans fut le supérieur de Garfield en 1863.

Au printemps 1863, Garfield retourna sur le front en tant que chef d'état-major du général William Starke Rosecrans, commandant de l'armée du Cumberland. Son influence à ce poste fut plus importante que prévu ; ses prérogatives dépassaient la simple communication et allait jusqu'à la gestion de toute l'armée de Rosecrans. Rosecrans, un homme particulièrement énergique, était un débatteur doué et il n'hésitait pas à se lancer dans des joutes verbales lorsqu'il n'arrivait pas dormir ; en Garfield il trouva « la première personne bien instruite de l'Armée » et donc le candidat idéal pour des discussions nocturnes interminables. Les deux hommes devinrent proches et échangeaient sur tous les sujets, en particulier la religion ; Rosecrans parvint à adoucir la vision du catholicisme de Garfield. Garfield, avec sa grande influence, créa un corps de renseignement sans égal dans l'armée de l'Union. Il demanda également que Rosecrans remplace les lieutenants-colonels Alexander Mac Dowell Mac Cook et Thomas Leonidas Crittenden du fait de leur inefficacité antérieure. Rosecrans ignora ces recommandations et cela eut des conséquences désastreuses lors de la bataille de Chickamauga. Garfield conçut une campagne afin de poursuivre et piéger le général confédéré Braxton Bragg à Tullahoma dans le Tennessee. L'armée avança jusqu'à la ville avec succès mais Bragg se replia vers Chattanooga. Rosecrans stoppa alors sa progression et demanda des renforts à de nombreuses reprises. Garfield proposa une attaque immédiate à son supérieur et conçut un plan pour conduire un raid de cavalerie derrière la ligne de Bragg ce que Rosecrans approuva ; le raid, mené par Abel Streight (en), échoua en partie du fait du mauvais temps. Les critiques de Garfield avancèrent ensuite que l'idée même de l'opération était mauvaise. Pour régler la question continuelle de l'avancée, Rosecrans rassembla un conseil militaire de ses généraux ; 10 sur 15 s'opposaient à une avancée tandis que Garfield avait voté pour. Néanmoins Garfield, dans un mouvement inhabituel, rédigea les délibérations du conseil et convainquit Rosecrans de reprendre l'offensive contre Bragg.
À la bataille de Chickamauga, Rosecrans délivra un ordre destiné à combler un vide dans sa ligne mais cela en créa un autre. En conséquence, son flanc droit fut mis en déroute. Rosecrans conclut que la bataille était perdue et se dirigea vers Chattanooga pour établir une nouvelle ligne de défense. Garfield considéra cependant qu'une partie de l'armée avait tenu et, avec l'accord de Rosecrans, il se dirigea vers Missionary Ridge pour vérifier la situation des forces de l'Union. Son intuition était correcte ; sa chevauchée devint célèbre tandis que l'erreur de Rosecrans renforça les critiques concernant son commandement. Si l'armée de Rosecrans avait évité une destruction complète, elle était bloquée dans Chattanooga et était encerclée par l'armée de Bragg. Garfield envoya un télégramme au secrétaire à la Guerre Edwin M. Stanton pour alerter Washington que sans renforts, les troupes de l'Union seraient balayées. En conséquence, Lincoln et Halleck envoyèrent 20 000 hommes à Chattanooga par rail en moins de neuf jours. L'une des premières décisions de Grant, lors de sa prise de commandement des armées de l'ouest en tant que major general, fut de remplacer Rosecrans par George H. Thomas en octobre 1863. Garfield reçut l'ordre de se présenter à Washington où il fut promut au grade de major-général ; peu après il donna un discours abolitionniste sans équivoque dans le Maryland. Il ne savait pas s'il devait retourner sur le terrain ou s'il devait assumer le siège de représentant de l'Ohio qu'il avait gagné en octobre 1862. Après une discussion avec Lincoln, il décida de quitter l'armée pour rejoindre le Congrès. Selon l'historien Jean Edward Smith, Grant et Garfield avaient des « relations prudentes » depuis que Grant avait remplacé Rosecrans par Thomas au lieu de Garfield à la tête de l'armée du Cumberland.
Garfield confia sa frustration vis-à-vis de Rosecrans dans une lettre confidentielle à son ami le secrétaire au Trésor Salmon P. Chase. Les détracteurs de Garfield utilisèrent par la suite cette lettre, que Chase n'a jamais personnellement rendue publique, pour représenter Garfield comme un traître malgré le fait que Halleck et Lincoln avaient partagé les mêmes inquiétudes sur la réticence de Rosecrans à attaquer et que Garfield avait ouvertement exprimé ses préoccupations avec Rosecrans. Des années plus tard, Charles Anderson Dana du New York Sun avança avoir des sources indiquant que Garfield avait publiquement déclaré que Rosecrans avait fui le champ de bataille de Chickamauga. Selon le biographe Peskin, la crédibilité de ces sources et de ces informations est douteuse. Pour l'historien Bruce Catton, les déclarations de Garfield influencèrent l'administration Lincoln dans sa décision de trouver un remplaçant à Rosecrans.

### Congrès

#### Élection de 1862 et premier mandat

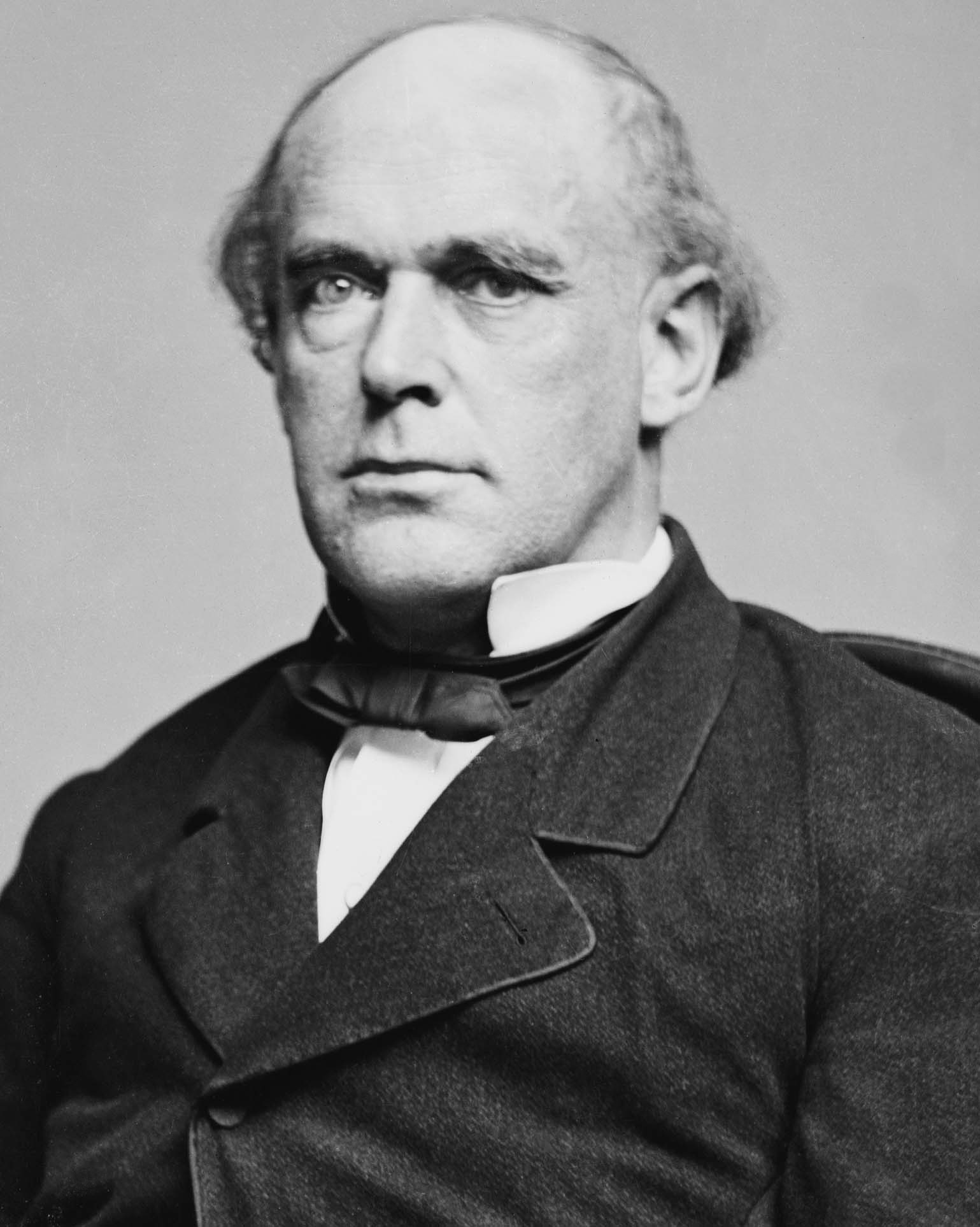
Salmon P. Chase fut un allié de Garfield jusqu'au procès en impeachment de Johnson.

Alors qu'il servait dans l'armée, Garfield fut approché au début de l'année 1862 par des amis à propos d'opportunités politiques liées au redécoupage du 19e district congressionnel de l'Ohio ; le titulaire, John Hutchins, était en effet considéré comme vulnérable. Garfield était partagé, il était certain qu'il serait plus utile au Congrès que sur le champ de bataille mais il ne voulait pas que sa position militaire soit un tremplin pour sa carrière politique. Il exprima donc sa volonté de servir s'il était élu mais ne ferait pas campagne pour celle-ci, laissant cela à d'autres. Garfield fut nommé par la convention républicaine au bout du 75e tour de vote. En octobre 1862, il battit D.B. Woods avec une large majorité dans l'élection pour le siège de représentant du 19e district de l'Ohio au sein du 38e Congrès.
Après l'élection, Garfield avait hâte d'obtenir sa prochaine affectation militaire et se rendit à Washington pour cela. Alors qu'il s'y trouvait, il se rapprocha de Salmon P. Chase, le secrétaire au Trésor de Lincoln. Garfield rejoignit les républicains-radicaux menés par Chase en opposition à l'aile modérée du parti représentée par Lincoln et Montgomery Blair. Garfield était également frustré par le manque d'agressivité de Lincoln dans la poursuite de l'armée confédérée comme cela avait été le cas avec le général George McClellan. Chase et Garfield partageaient le même dédain pour West Point et le président bien que Garfield l'ait félicité pour la Proclamation d'émancipation. Garfield partageait également une vision négative du général McClellan qu'il considérait comme le symbole des généraux démocrates pro-esclavagistes et mal-entraînés issus de West Point.
Garfield se passionna pour les discussions concernant les politiques financières et économiques dans le bureau de Chase et ces sujets devinrent son domaine d'expertise. Comme Chase, Garfield devint un farouche partisan d'un « argent honnête » soutenu par l'étalon-or et était donc un opposant des greenbacks ; Il regretta mais comprit la nécessité d'une suspension des paiements en monnaie devant l'urgence provoquée par la guerre de Sécession.
Même s'il voulait poursuivre sa carrière militaire, Garfield accepta avec réticence son siège au Congrès en démissionnant de ses fonctions militaires en décembre 1863. Sa première fille Eliza mourut le même mois alors qu'elle n'avait que trois ans. Bien qu'il ait initialement pris une chambre seule, son chagrin vis-à-vis de la mort d'Eliza le poussa à trouver un colocataire en la personne de son collègue, Robert C. Schenck. Après la fin du mandat de Garfield, Lucretia déménagea à Washington pour être avec son époux et les deux ne se séparèrent plus.
Garfield démontra immédiatement sa capacité d'attirer l'attention de la Chambre indisciplinée. Selon un journaliste, « lorsqu'il se lève pour prendre la parole, la voix de Garfield dépasse celle des autres. Toutes les oreilles se tournent vers lui… Son éloquence touche les cœurs, convainc la raison et indique aux faibles et aux indécis la voie à suivre ». Il était l'un des républicains les plus belliqueux de la Chambre et il siégea au comité des forces armées dirigé par Schenck et chargé des questions urgentes de la guerre. Garfield défendait agressivement le besoin d'une conscription, un sujet évité par beaucoup d'autres.
Au début de son mandat, il se distingua de son parti sur plusieurs points : il fut le seul républicain à voter pour mettre un terme à l'usage de primes lors du recrutement. Certaines recrues aisées pouvaient en effet payer pour éviter la conscription, ce qu'il considérait comme répréhensible. Après de nombreux échecs, Garfield, avec le soutien de Lincoln, obtint le passage d'un loi sur la conscription qui mettait fin à ce système. En 1864, le Congrès adopta une loi pour recréer le grade de lieutenant général. Garfield, de même que Thaddeus Stevens, n'était pas favorable à cette action car le grade était destiné à Grant et ce dernier avait démis Rosecrans de ses fonctions. De plus, le récipiendaire recevrait ainsi un avantage dans une possible élection contre Lincoln. Garfield était cependant hésitant quant à son soutien à une réélection du président.
Garfield était parfois proche des idées des républicains-radicaux comme sur l'abolition et il considérait, au début de son mandat, que les dirigeants de la Confédération devaient être déchus de leurs droits constitutionnels. Il soutenait la confiscation des plantations sudistes et même l'exil ou l'exécution des chefs confédérés afin d'empêcher tout retour de l'esclavage. Il considérait que le Congrès avait l'obligation de « déterminer quelle législation était nécessaire pour assurer un traitement égal de toutes les personnes honnêtes, quelle que soit leur couleur ». Pour l'élection de 1864, Garfield ne considérait pas que Lincoln méritait une réélection mais il n'y avait aucune alternative : « Je n'ai aucun candidat pour la présidence. Je suis un triste et malheureux spectateur des événements ». Il participa à la convention de son parti et soutint Rosecrans pour la nomination à la vice-présidence ; il fut accueilli par l'indécision caractéristique de ce dernier et Andrew Johnson fut choisi. Garfield vota avec les républicains-radicaux en faveur de la loi Wade-Davis (en) qui excluait tous les parlementaires ayant participé à la Confédération mais celle-ci fut refusée par Lincoln.

#### Élection de 1864 et second mandat
Lors de l'élection à la Chambre de 1864, la base partisane de Garfield s'était affaiblie du fait de son manque de soutien à la réélection de Lincoln mais elle se renforça lorsqu'il démontra son traditionnel dédain pour l'esprit partisan ; Il fut nommé par acclamation et sa réélection fut assurée. Alors qu'il se reposait après son élection, Lucretia lui envoya une lettre indiquant qu'ils n'avaient été ensemble que 20 semaines sur 57 depuis le début de son premier mandat ; il décida immédiatement de faire venir sa famille à Washington. Comme la fin de la guerre approchait, les activités du comité des forces armées commencèrent à ralentir ; cela accrut sa lassitude concernant les politiques partisanes et Garfield se concentra sur ses activités personnelles. Garfield s'était associé au représentant de l'Illinois, Ralph Plumb (en), dans des activités de spéculation foncière mais ils ne rencontrèrent qu'un succès limité. Il rejoignit les frères Phillips basés à Philadelphie dans des activités de prospection pétrolières qui furent moyennement profitables. Garfield reprit l'exercice de la loi en 1865 pour améliorer ses finances personnelles.
Le radicalisme de Garfield se modéra après la fin de la guerre de Sécession et l'assassinat de Lincoln ; il assuma un rôle temporaire de conciliation entre le Congrès et Andrew Johnson. Il commenta à ce moment la réadmission des États confédérés : « La charge de la preuve repose sur eux et ils doivent démontrer s'ils sont capables d'entrer dans le cercle fédéral avec tous les privilèges. Ils doivent nous donner une preuve, aussi solide que les saintes écritures, qu'ils ont changé et qu'ils sont à nouveau dignes de notre confiance ». Lorsque le veto de Johnson mit fin aux activités du Freedman's Bureau, le président était effectivement entré en conflit avec le Congrès et Garfield rejoignit le camp radical.

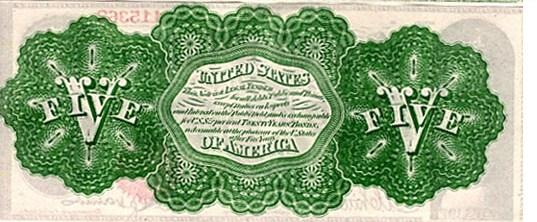
Le greenback (billet de banque) détesté par Garfield.

Avec un agenda réduit au comité des forces armées, Garfield entra au comité des voies et moyens de la Chambre, une opportunité pour lui de se consacrer aux questions économiques et financières. Il reprit immédiatement son opposition aux greenbacks, déclarant « tout parti qui se tourne vers la monnaie papier tombera au milieu d'un désastre généralisé et sera maudit par la population ruinée ». Il appela les greenbacks, « les mensonges imprimés du gouvernement » et devint un partisan acharné de la moralité et de la légalité du paiement en monnaie métal et de la mise en place de l'étalon-or. Cette politique était contraire à ses intérêts personnels car ses investissements dépendaient de l'inflation qui était une conséquence des greenbacks. Sa demande pour un étalon-or était fondamentalement déflationniste et la plupart des hommes d'affaires et des politiques s'y opposaient. Pour un temps, Garfield sembla être le seul politicien de l'Ohio à défendre cette idée.
En tant que partisan du laissez-faire dans le domaine économique, il déclara, « le rôle principal du gouvernement est de maintenir la paix et de se tenir à l'écart de l'ensoleillement du peuple ». Cette vision était en contraste flagrant avec son idée du rôle du gouvernement dans la Reconstruction. Une autre incohérence dans sa philosophie de laissez-faire était sa position sur le libre-échange car il défendait les droits de douane lorsqu'ils permettaient de protéger les produits de son district.
Garfield fut l'un des trois avocats de la défense lors du célèbre jugement Ex parte Milligan rendu par la Cour suprême en 1866. Il s'agissait, malgré ses nombreuses années d'exercice de la loi, de la première apparition de Garfield dans un tribunal. Le juge Jeremiah S. Black l'avait choisi comme partenaire un an auparavant et lui confia l'affaire à la lumière de ses talents d'orateur très réputés. Les accusés étaient des nordistes pro-confédérés qui avaient été jugés coupables et condamnés à mort par un tribunal militaire pour trahison. La question était de savoir si les accusés auraient dû être jugés par un tribunal civil ; Garfield fut victorieux et gagna immédiatement une réputation d'éminent avocat de cour d'appel.

#### Élection de 1866 et troisième mandat
Malgré l'attrait de cette pratique lucrative, Garfield n'hésita pas lorsqu'il décida de se représenter en 1866 du fait de l'urgence créée par la Reconstruction. La compétition fut plus rude car Garfield avait pris des positions qui le poussaient sur la défensive comme la législation sur la conscription et les droits de douane et son implication dans l'affaire Milligan. La convention du parti se prononça néanmoins en sa faveur et Garfield remporta l'élection avec une large avance. Au même moment, les républicains remportèrent les deux tiers des sièges au Congrès.
Garfield retourna à Washington très morose malgré son succès car il avait mal pris les critiques reçues lors de la campagne. Il était également déçu par ce qu'il considérait comme des débats fous concernant l'impeachment du président Johnson. En ce qui concernait la Reconstruction, il jugeait que le Congrès avait été magnanime dans ses offres envers le Sud. Lorsque les anciens confédérés considérèrent cela comme un signe de faiblesse et cherchèrent à l'exploiter avec d'autres demandes, il était tout à fait disposé à les reconsidérer comme des ennemis de l'Union. Cette vision était populaire dans son district et des militants envisagèrent de présenter Garfield au poste de gouverneur de l'Ohio mais il déclina l'offre.
Garfield espérait que son nouveau mandat lui permettrait d'être nommé président du comité sur les voies et les moyens mais ce ne fut pas le cas largement du fait de ses positions fortes sur les questions monétaires qui ne reflétaient pas le consensus à la Chambre. Il fut en revanche nommé président du comité des forces armées dont la principale mission était la réorganisation et la réduction des forces armées après la fin de la guerre de Sécession. Garfield approuva le fait que le Sénat, par le biais du Tenure of Office Act, ait le dernier mot sur les nominations au Cabinet, une position qui évolua largement lorsqu'il devint président.
La position de Garfield évolua concernant le président et il défendit les articles d'impeachment contre Johnson sous le motif d'accusation qu'il avait violé le Tenure of Office Act en limogeant le secrétaire à la Guerre Edwin M. Stanton. Garfield était absent lors du vote du fait de ses activités de juriste. Si la plupart des sénateurs étaient convaincus de la culpabilité de Johnson, ils ne souhaitaient pas que le président pro tempore du Sénat des États-Unis Benjamin Wade, un républicain radical aux positions extrêmes pour l'époque, devienne président. Garfield sentit que les sénateurs étaient plus intéressés par les discours que par la direction d'un véritable procès. Finalement, le juge en chef Salmon P. Chase qui présidait le procès, aurait permis l'acquittement de Johnson grâce à ses déclarations. Par conséquent, l'ami très proche de Garfield devint un adversaire politique même s'il continuait de suivre les visions économiques et financières qu'il avait appris auprès de lui. En 1868, Garfield donna un discours de deux heures sur les questions monétaires qui fut alors très largement salué comme son meilleur discours jusque-là ; dans ce dernier il défendit la reprise graduelle de la monnaie métal.

#### Élection de 1868 et quatrième mandat
La compétition pour la réélection fut plus simple en 1868 que deux années auparavant car les adversaires de Garfield avaient peu de choses à lui reprocher. Sa nomination se passa facilement et il donna plus de 60 discours de campagne avant d'être réélu avec une confortable avance. Au même moment, Grant remporta la présidence. Dès le départ, les relations de Garfield avec le nouveau président étaient assez fraîches ; Grant refusa une nomination que Garfield avait conseillé et ce dernier continuait à avoir une pointe de ressentiment concernant le limogeage de Rosecrans. Après avoir logé sa famille dans des appartements en location de Washington, Garfield décida de construire sa propre maison pour un coût total de 13 000 $. Son proche ami, David G. Swaim (en) lui prêta la moitié de l'argent.

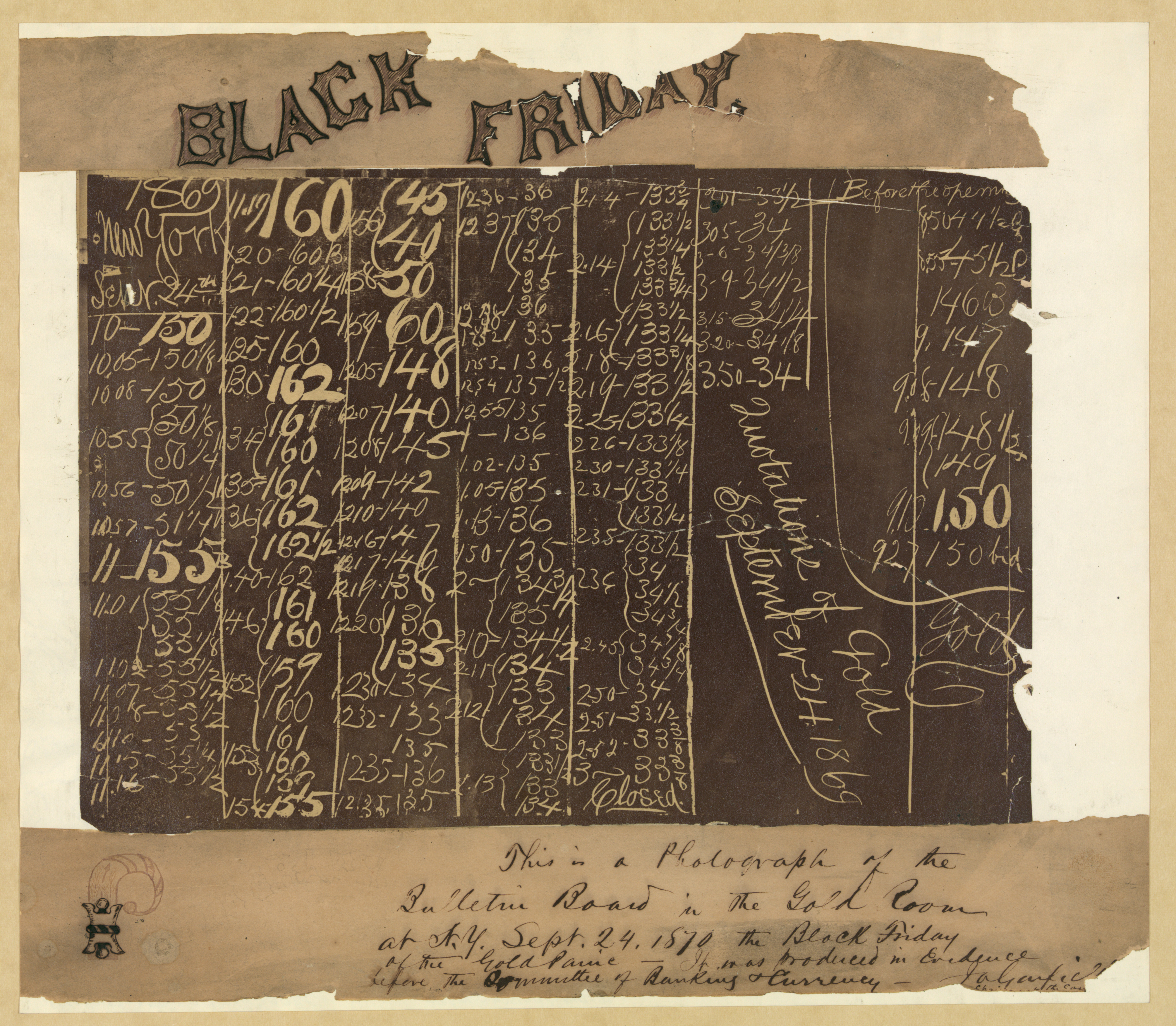
Inscription de Garfield indiquant que le tableau a été utilisé pour l'enquête sur la panique de l'or de 1869.

Alors que Garfield s'était imposé comme un excellent orateur lors des débats à la Chambre, il démontra peu d'intérêt pour l'humeur des membres ou la capacité à contrôler les débats sur les points qu'il avançait. Il continua d'espérer une nomination à la présidence du comité sur les voies et les moyens mais il fut encore une fois déçu et reçut le poste de président du comité bancaire de la Chambre (en) mais regretta la perte de la présidence du comité des forces armées. L'une de ses priorités dans ce quatrième mandat était une loi destinée à mettre en place un département de l'Éducation ; cette loi fut adoptée mais sa mise en place fut difficile en partie du fait de la mauvaise gestion du commissaire à l'éducation, Henry Barnard (en).
Garfield proposa également une loi transférant le bureau des Affaires indiennes du département de l'Intérieur vers le département de la Guerre. Il considérait en effet que la culture amérindienne serait plus facilement « civilisée » avec l'aide d'une structure militaire. La proposition fut mal reçue mais Garfield ne s'en rendit pas compte et la loi fut rejetée. Garfield fut nommé président du sous-comité du recensement dont il réorganisa le processus et modifia largement le questionnaire. Ces améliorations furent présentées devant la Chambre qui les accepta mais le Sénat les rejeta. Dix ans plus tard, un texte similaire reprenant une grande partie des idées de Garfield fut adopté.
En septembre 1870, Garfield était le président du comité congressionnel chargé de l'enquête sur le Black Friday qui avait vu un effondrement spectaculaire du marché de l'or le vendredi 24 septembre 1869. L'enquête révéla une large corruption mais ne déboucha sur aucune inculpation. Garfield refusa, car il la jugeait hors de propos, une assignation à comparaître visant de la sœur du président dont le mari aurait été impliqué dans le scandale. Il profita de l'occasion pour accuser les greenbacks au cours fluctuant d'avoir créé la spéculation ayant mené au scandale,. Garfield poursuivit également sa campagne anti-inflationniste contre les greenbacks à travers ses travaux sur un système de banque nationale. et il exploita cette loi pour réduire le nombre de greenbacks en circulation. Les tensions entre le président Grant et Garfield continuèrent car le comité enquêta sur les comptes de son épouse, Julia Grant.

#### Élection de 1870 et cinquième mandat
Lors de l'élection de 1870, Garfield fut critiqué, en particulier par les sidérurgistes de son district, pour son refus de mettre en place des droits de douane plus élevés. De l'autre côté, les commerçants critiquaient son soutien aux droits de douane. Ses opposants l'accusèrent de dépenses somptuaires pour la construction de sa maison de Washington qui coûtait 13 000 $ alors que le coût moyen dans son district était de 2 000 $. Néanmoins, sa nomination se fit sans problèmes et il remporta l'élection avec presque deux tiers des votes.
Comme lors de ses précédents mandats, Garfield espérait obtenir la présidence du comité sur les voies et les moyens mais encore une fois il ne l'obtint pas du fait de l'opposition de l'influent éditeur Horace Greeley. Il fut nommé président du comité de l'affection des fonds publics, une position qu'il avait auparavant rejetée avec mépris. Finalement, cette fonction le passionna et lui permit d'améliorer ses talents de gestionnaire. La vision de Garfield des partis démocrate et républicain était alors très négative. Il déclara que la « mort des deux partis est presque certaine ; les démocrates, car toutes les idées qu'ils ont proposées lors des douze dernières années sont mortes ; et les républicains, car leurs idées ont été mises en place ». Il continua néanmoins de voter en accord avec ses collègues républicains.
Garfield considérait que les octrois de terres aux compagnies ferroviaires alors en pleine expansion étaient injustes. Il s'opposait à certaines pratiques monopolistiques de ces sociétés de même qu'aux pouvoirs demandés par les syndicats ouvriers. À ce moment, sa philosophie concernant la Reconstruction s'était modérée. Il avait salué le passage du 15e amendement comme un triomphe et il était en faveur de la réintégration de la Géorgie sur des bases constitutionnelles et non politiques. En 1871, Garfield refusa cependant de soutenir le Ku Klux Klan Act (en) en déclarant : « Je n'ai jamais été plus perplexe vis-à-vis d'un texte de loi ». Il était partagé entre son indignation envers « ces terroristes » et ses inquiétudes concernant la mise en danger des libertés par cette législation qui autorisait le président à suspendre l'habeas corpus pour faire appliquer cette loi.
Garfield soutint la proposition de création d'une fonction publique pour éviter les nombreuses demandes de nomination, parfois agressives, que recevaient les élus. Il voulait en particulier éliminer la pratique courante par laquelle les fonctionnaires reversaient une part de leur salaire en tant que « contributions politiques » en échange de leur nomination.
Durant son mandat, Garfield fut déçu par la fonction d'élu et il envisagea un retour à l'exercice de la loi ; il déclina cependant une offre de partenariat après qu'on l'ait averti que son possible partenaire avait la réputation d'être « alcoolique et immoral ». Garfield était également moins prêt à sacrifier sa famille et il dit à sa femme en 1871 : « Lorsque tu es malade, je suis comme les habitants d'un pays ravagé par les tremblements de terre. Comme eux, je perd foi en l'ordre éternel et l'immuabilité des choses ».
Il s'associe à quelques autres politiciens et à l'établissement bancaire de Jay Cooke pour s'emparer de la direction des Travaux publics du district de Columbia et y détourner 17 millions de dollars via des contrats frauduleux. L'agent de Jay Cooke précise à celui-ci dans un câble que « L'organisation est au complet. J'ai encore du mal à croire que le général Garfield est avec nous ! C'est un rare succès et des plus gratifiants, car toutes les attributions de contrats du district doivent passer par lui ».

#### Élection de 1872 et sixième mandat
Garfield n'était pas enthousiasmé par la réélection de Grant en 1872 jusqu'à ce qu'Horace Greeley n'émerge comme seule alternative. Sa propre réélection se passa quasiment sans opposition. Il fut nommé par acclamation et remporta presque les trois quarts des votes. La même année, il réalisa son premier voyage à l'ouest du Mississippi pour signer un accord concernant la réimplantation des Têtes-Plates.

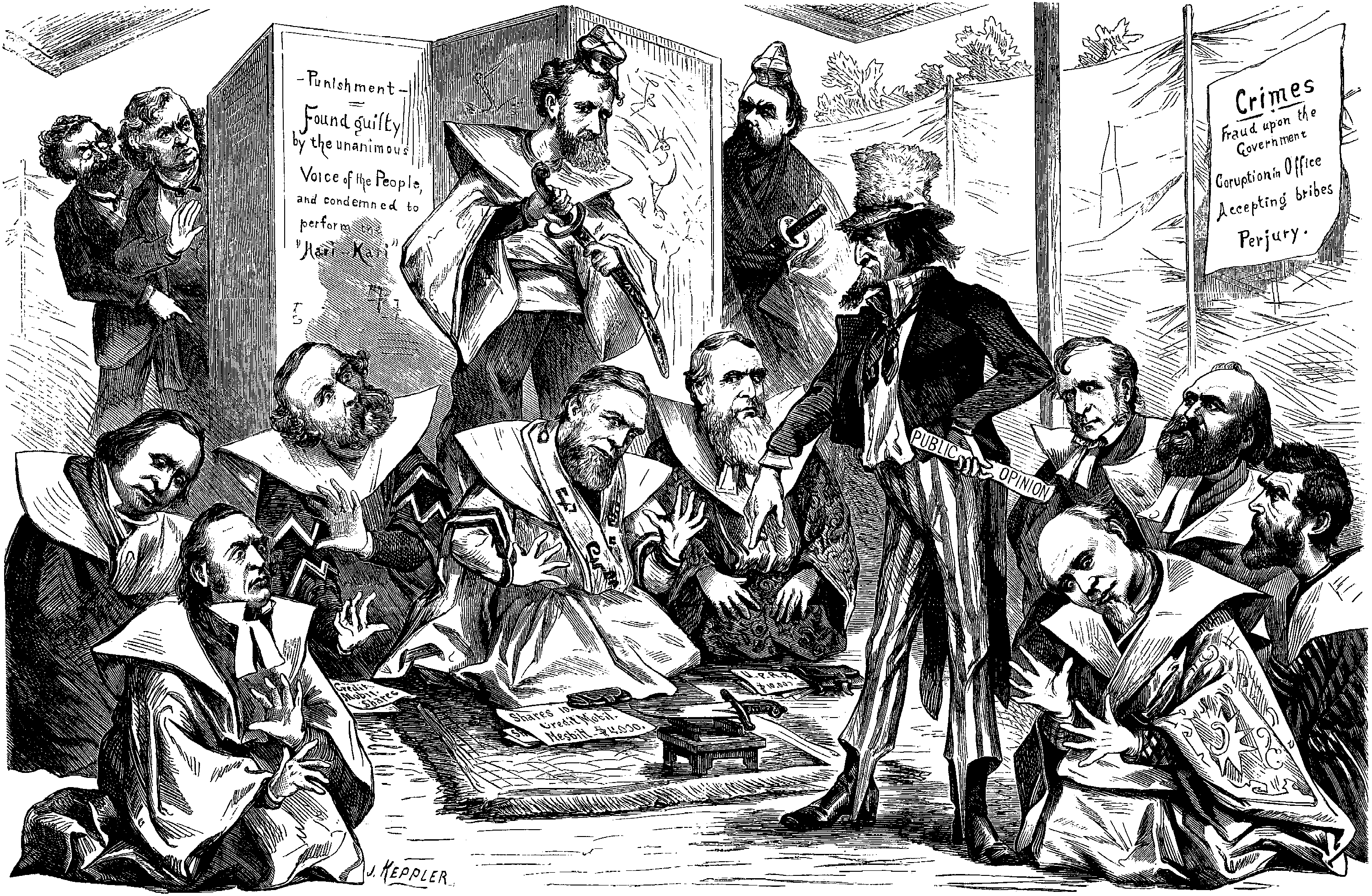
Caricature politique représentant Oncle Sam ordonnant aux représentants et aux sénateurs impliqués dans le scandale du Credit Mobilier de se donner le seppuku.

En 1872, il fut l'un des nombreux politiciens impliqués dans le scandale du Credit Mobilier of America. Dans le cadre de leur expansion, les dirigeants de l'Union Pacific créèrent le Credit Mobilier of America et émirent des actions. Celles-ci furent vendues à des prix inférieurs à ceux du marché à des membres du Congrès ce qui s'apparentaient à de la corruption car le Congrès vota plusieurs lois pour augmenter les fonds versés à l'Union Pacific. Le représentant Oakes Ames du Massachusetts certifia que Garfield avait acheté dix parts du Credit Mobilier pour une valeur de 1 000 $ et qu'il avait reçu 329 $ (33 %) de dividendes entre décembre 1867 et juin 1868. La crédibilité d’Ames fut mise en cause par ses nombreux revirements sous serment et par le manque de preuves qu'il apporta. Peskin, le biographe de Garfield, écrivit « d'un point de vue strictement juridique, le témoignage d'Ames n'avait aucune valeur. Il se contredit lui-même à de nombreuses reprises sur des points essentiels ». Selon le New York Times, Garfield avait des dettes et avait dû hypothéquer sa résidence. Bien que Garfield ait été interrogé sur l'achat de ces actions, il les avait déjà rendues au vendeur. Le scandale n'entacha pas sérieusement sa carrière politique même s'il se défendit maladroitement des accusations car les détails étaient complexes et ne furent jamais clairement prouvés.
À la mort du juge en chef Salmon P. Chase le 7 mai 1873. Garfield proposa qu'il soit remplacé par Noah H. Swayne (en) mais Grant nomma Morrison Waite. Plus tard dans son mandat, Garfield dut voter pour une loi du comité d'affectation des fonds publics qui incluait une clause visant à augmenter les salaires des membres du Congrès et du président, ce à quoi il s'opposait. Cette proposition controversée fut adoptée en mars 1873 mais la violente réaction de la presse et du public entraîna son abrogation. Ce vote accrut les critiques envers Garfield qui fut néanmoins reconduit à la présidence du comité d'affectation des fonds publics.

#### Élection de 1874 et septième mandat
Garfield et son conseiller Harmon Austin perçurent le besoin d'une organisation de campagne plus structurée pour l'élection de 1874. Des fonctionnaires nommés par Garfield se portèrent volontaires pour participer à sa campagne et sa nomination semblait assurée. Il fut cependant à nouveau accusé de corruption dans le cadre d'un contrat de pavage des rues de Washington réalisé par un entrepreneur nommé DeGolyer McClelland. Des contributions de 90 000 $ faites à des membres du Congrès, dont 5 000 $ à Garfield, furent révélées. Il répondit à ces attaques en déclarant de manière précaire qu'il s'agissait d'honoraires légaux obtenus dans le cadre de l'appel d'offres et que techniquement aucun fonds fédéral n'avait été utilisé. Plusieurs années plus tard, en 1880, la correspondance montra que l'influence de Garfield avait été obtenue dans le cadre de l'appel d'offre. Malgré les informations disponibles à ce moment, Garfield réalisa une excellente performance à la convention de 1874 en rassemblant les deux tiers des délégués avant de gagner l'élection face aux candidats démocrate et indépendant avec néanmoins une avance moins importante qu'auparavant.
Les démocrates reprirent le contrôle du Congrès lors de l'élection de 1874 pour la première fois en 20 ans. Durant la lame duck session, le Congrès vota une mesure de compromis prévoyant la remise en place de la monnaie métal en 1879. Dans le nouveau Congrès, Garfield fut nommé au comité des voies et moyens et au comité des chemins de fer du Pacifique. Garfield et le représentant John Coburn (en) de l'Indiana révélèrent la corruption au sein du poste commercial de Fort Sill dans l'Oklahoma où le contrôle du ravitaillement avait été monopolisé et était surtaxé. Les abus furent corrigés par l'enquête mais Garfield et d'autres furent suspectés d'avoir permis au secrétaire à la Guerre William W. Belknap d'échapper aux poursuites. Belknap démissionna par la suite pour éviter une procédure d'impeachment lorsque les détails de son implication furent révélés.

#### Élections de 1876 et de 1878 et derniers mandats
À l'approche de l'élection présidentielle de 1876, Garfield était favorable à la candidature du président de la Chambre, James Blaine. Cependant, ses problèmes de santé et surtout la révélation de plusieurs scandales empêchèrent sa nomination au profit de Rutherford B. Hayes ; Garfield se rallia immédiatement au candidat de son parti. En ce qui concernait sa propre réélection, Garfield souhaitait ardemment quitter la vie politique mais devant les difficultés de son parti, il se sentit obligé de se représenter. Encore une fois la nomination fut aisé et il remporta 60 % des voix lors de l'élection. Cependant la fête fut de courte durée car le plus jeune enfant de Garfield, Neddie, mourut soudainement de la coqueluche.

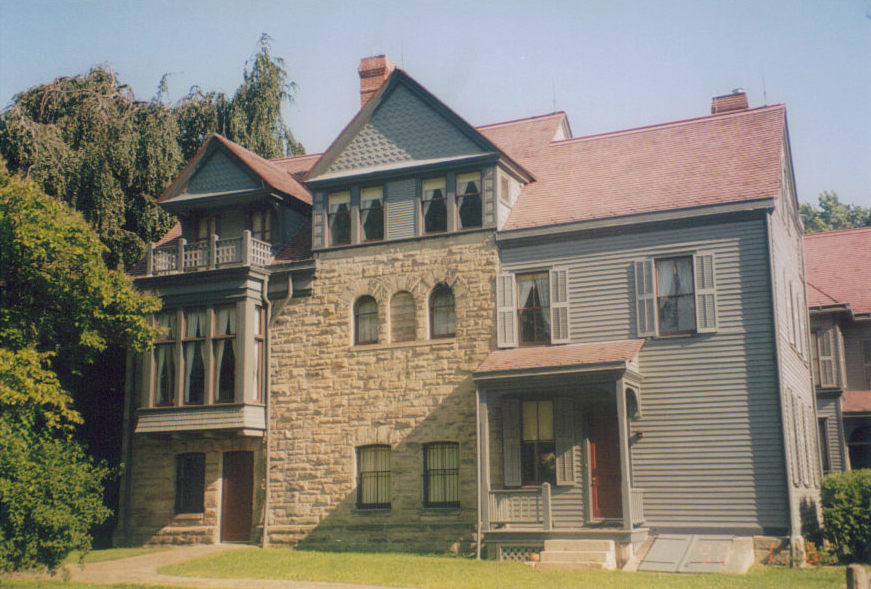
La résidence des Garfield à Mentor dans l'Ohio.

L'élection présidentielle fut particulièrement serrée et lorsqu'il apparut que le candidat républicain Rutherford B. Hayes avait perdu de justesse face au démocrate Samuel Jones Tilden, les républicains se lancèrent dans le recomptage des voix. Grant demanda à Garfield de servir d'« observateur neutre » au recomptage en Louisiane. Son rôle se transforma rapidement en mission d'enquêteur sur les rifle clubs (« clubs de tir ») que les républicains accusaient d'avoir été créés par les démocrates pour intimider les électeurs noirs. Le rapport de Garfield et ceux d'autres observateurs mirent en doute les résultats en Louisiane, en Caroline du Sud, en Floride et dans l'Oregon qui avait été entachés de larges fraudes de la part des deux partis. Aucun des deux candidats n'ayant la majorité des voix au sein du Collège électoral, la décision finale revenait, selon la Constitution, au Congrès. Ce dernier mit en place une commission chargée de désigner un vainqueur. Bien qu'il se soit opposé à cette commission, Garfield y fut nommé. Hayes fut désigné vainqueur par 8 voix contre 7 et la décision fut confirmée malgré une tentative d'obstruction parlementaire de la part des démocrates. Comme James G. Blaine avait quitté la Chambre pour le Sénat, Garfield devint le chef de la minorité républicaine à la Chambre.
Garfield ne rencontra pas de grande opposition lors de sa réélection en 1878 malgré la présence d'un candidat du Parti Greenback et le redécoupage du district par les démocrates pour affaiblir les républicains. Garfield rassembla 60 % des voix lors de l'élection.
Garfield acheta une résidence à Mentor dans l'Ohio qui fut par la suite renommée Lawnfield par les journalistes et depuis laquelle il réalisa sa « campagne de perron » pour la présidence. La maison est aujourd'hui préservée par le National Park Service en tant que James A. Garfield National Historic Site.
Le dernier mandat de Garfield fut essentiellement consacrée à la confirmation des vetos de Hayes aux décisions d'affectations des démocrates. Avec l'approche de l'année 1879, sans élection dans l'Ohio, Garfield chercha à sécuriser le siège de sénateur de l'Ohio laissé vacant par John Sherman lors de sa nomination au poste de secrétaire au Trésor. La première étape était d'obtenir une majorité républicaine à la législature de l'Ohio, qui allait choisir le sénateur. Après la victoire républicaine, la nomination de Garfield ne faisait plus aucun doute et il fut élu au Sénat par acclamation.

### Élection présidentielle de 1880

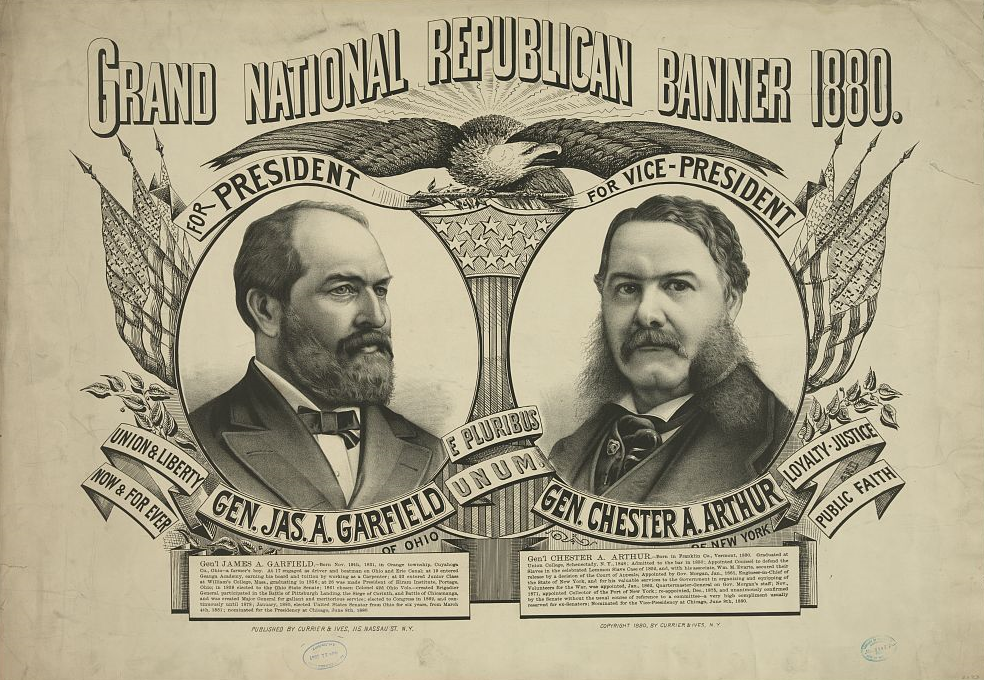
Affiche de campagne pour le ticket Garfield/Arthur.

La législature de l'Ohio avait à peine choisi Garfield pour siéger au Sénat en 1879 qu'un mouvement commença à s'organiser pour le présenter à la présidentielle de l'année suivante car Hayes voulait respecter sa promesse de ne réaliser qu'un seul mandat. Au début de l'année 1880, Garfield soutint la nomination de John Sherman pour la présidentielle en rétribution du soutien de Sherman pour sa candidature au Sénat. Cependant, la convention républicaine se trouva rapidement dans l'impasse car ni l'ancien président Grant, ni Blaine, ni Sherman ne parvenait à prendre l'avantage et les délégués commencèrent à voir Garfield comme le candidat du compromis. Ce dernier défendit avec éloquence les délégués dissidents de Virginie-Occidentale dans un discours contre la règle imposée par Roscoe Conkling que tous les délégués d'un même État se prononcent pour un seul candidat. Après plus de trente tours, les proportions de voix des principaux candidats avaient à peine évolué depuis le début de la convention. Au 34e tour, les délégués de plusieurs États se prononcèrent pour Garfield et au 36e tour, ce dernier fut choisi comme candidat pour la présidence. Cette nomination de Garfield face aux candidats les plus en vue fut considérée comme historique. Garfield battit le favori Ulysses S. Grant alors que ce dernier briguait un troisième mandat présidentiel.
Thomas Nichol, Wharton Barker (en) et Benjamin Harrison furent considérés comme les principaux architectes de l'ascension de Garfield lors de la convention mais aucun n'aurait pu contrôler cette victoire imprévisible d'un outsider qui s'était même opposé à sa candidature. Pour obtenir le soutien des stalwarts républicains, l'ancien percepteur des douanes du port de New York, Chester A. Arthur, fut choisi pour briguer la vice-présidence.
À la suite d'une convention aussi clivante, la campagne de Garfield semblait mal partie. Pour panser les divisions, Garfield se rendit à New York pour rassembler les factions en conflit lors de la « conférence de New York » qui fut une réussite personnelle. Il s'agit du seul voyage d'importance que Garfield réalisa loin de sa résidence lors de la campagne (une Front porch campaign). Les puissantes compagnies ferroviaires étaient courtisées par le parti à la suite de décisions de la Cour suprême qui avaient été contraires à leurs intérêts. Après les avoir assurées qu'elles auraient l'attention du président sur ces questions, Garfield gagna leur soutien.
Un sujet important de l'élection de 1880 était l'immigration chinoise. Dans l'Ouest, particulièrement en Californie, les opposants à l'immigration chinoise l'accusaient de faire baisser les salaires des ouvriers. À la veille de l'élection, les démocrates publièrent une lettre supposément rédigée par Garfield qui encourageait l'immigration chinoise. Le moment de publication de la lettre, certaines incohérences et l'écriture elle-même menèrent de nombreuses personnes à considérer qu'il s'agissait d'un faux.
Lors de l'élection présidentielle de 1880, Garfield fut opposé au candidat démocrate Winfield Scott Hancock, un autre célèbre général de l'Union. Si Garfield l'emporta avec 214 voix de grands électeurs contre 155, le vote populaire fut le plus serré de l'histoire américaine avec à peine plus de 7 000 voix d'écart sur 8,89 millions de votes enregistrés. Garfield fut également le seul président élu directement depuis la Chambre des représentants et il fut durant une courte période, représentant en exercice et sénateur et président élu.

### Présidence (1881)

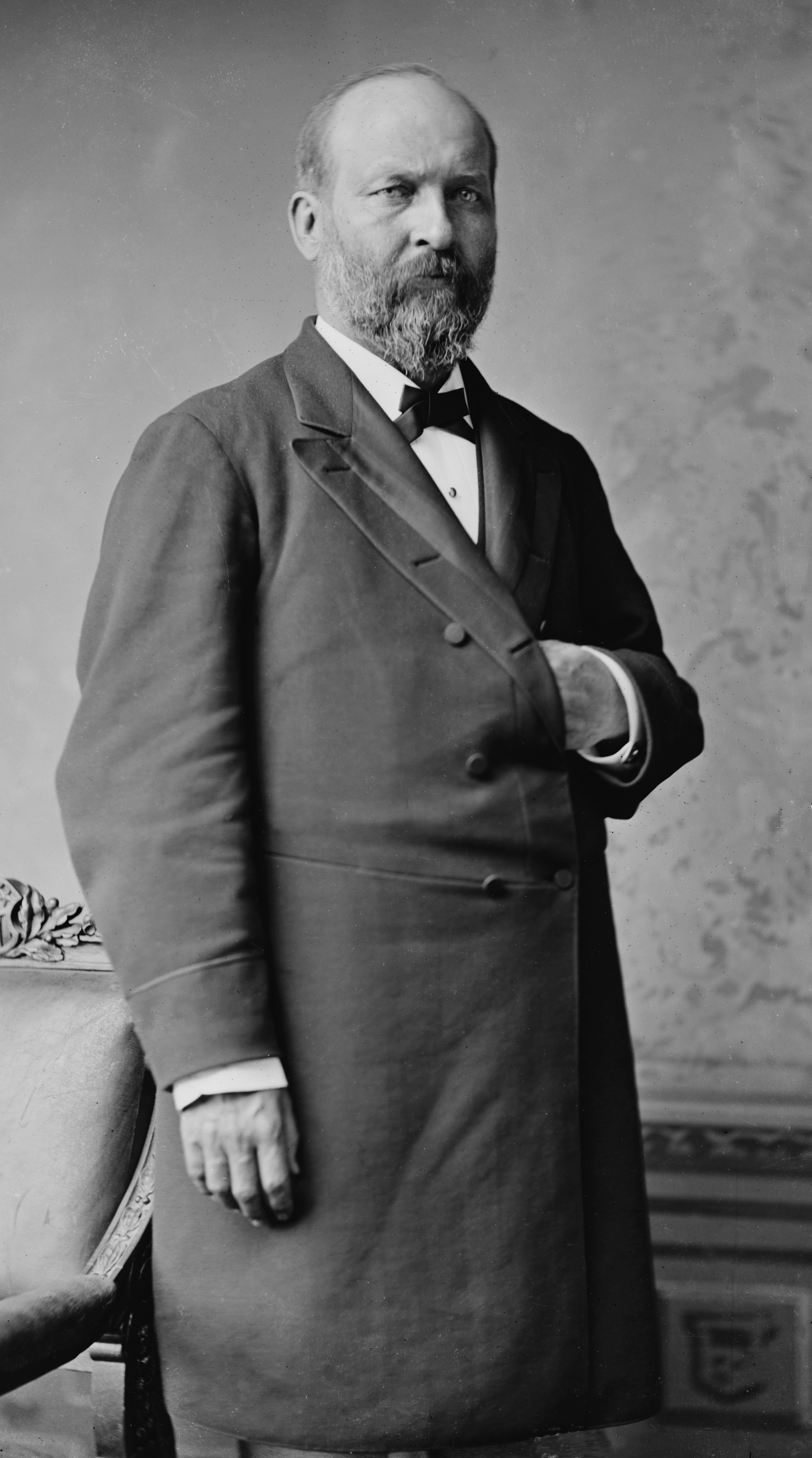
Garfield après son élection en 1880.

#### Formation du cabinet et investiture
Entre son élection et son investiture, Garfield fut occupé par la formation d'un Cabinet qui apaiserait les tensions entre les factions du parti républicain menées par Roscoe Conkling et James G. Blaine. Blaine fut nommé secrétaire d'État ; ce dernier n'était pas seulement le plus proche conseiller du président, il était également obsédé par tout ce qui se passait à la Maison-Blanche et il était dit qu'il avait même des espions qui y étaient postés en son absence. Garfield nomma William Windom du Minnesota au poste de secrétaire au Trésor, William H. Hunt de Louisiane à celui de secrétaire à la Marine, Robert Todd Lincoln au poste de secrétaire à la guerre et Samuel J. Kirkwood de l'Iowa reçut la fonction de secrétaire à l'Intérieur. New York était représenté par Thomas L. James au poste de Postmaster General. Il nomma Wayne MacVeagh de Pennsylvanie, un adversaire de Blaine, au poste de procureur général. Blaine essaya de saboter ce choix en convainquant Garfield de nommer l'ennemi de MacVeagh, William E. Chandler au poste d'avocat général qui était sous l'autorité de MacVeagh. Seul le rejet de la nomination de Chandler par le Sénat empêcha la démission de MacVeagh.
L'investiture de Garfield se déroula le 4 mars 1881 devant le Capitole sous la neige, ce qui entraîna une assistance de seulement 7 000 personnes ; il fut assermenté par le juge en chef Morrison Waite,.
Dans son discours d'investiture, Garfield mit l'accent sur la défense des droits civiques des Afro-Américains. Il considérait que les Noirs méritaient les « pleins droits de la citoyenneté » et avertit du danger que les droits des Noirs leur soient retirés et qu'ils deviennent une « paysannerie en permanence privée de ses droits ». Il déclara que « la liberté ne peut jamais produire tous ses bienfaits tant que la loi ou l'administration place le plus petit obstacle sur le chemin de la pleine citoyenneté ». Garfield avança que ceux qui avaient le droit de vote devaient savoir lire et écrire et il insista sur le besoin d'une « éducation universelle fédérale ». En ce qui concernait l'économie, Garfield établit que des « accords sur le bimétallisme pouvaient être signés entre les nations commerçantes pour sécuriser l'usage général des deux métaux ». Le président se fit l'avocat de l'agriculture comme d'un élément important de l'économie américaine qui créait des « maisons et des emplois pour plus de la moitié de notre population et fournit la plus grande part de nos exportations ». Garfield avança que la science agricole avait besoin d'être soutenue par le gouvernement fédéral. Il déclara également que la polygamie offensait le « sens moral de l'humanité » et que l'Église de Jésus-Christ des saints des derniers jours qui prêchait la pratique empêchait l'« exécution de la justice à travers l'instrumentalisation de la loi ».
La longue lutte de Garfield pour une réforme de la fonction publique fut également un point central de son discours :

« La fonction publique ne pourra jamais être placée sur une base satisfaisante jusqu'à ce qu'elle soit régulée par la loi. Pour le bien du service en lui-même, pour la protection de ceux qui sont chargés des nominations contre la perte de temps et l'obstruction des affaires publiques causées par les pressions démesurées pour les postes et pour la protection des fonctionnaires en exercice contre les intrigues et les attaques. »

John Philip Sousa mena l'United States Marine Band lors de la parade d'investiture et le bal. Ce dernier fut organisé dans le National Museum, aujourd'hui le bâtiment des Arts et de l'Industrie de la Smithsonian Institution de Washington.

#### Politique intérieure

##### Courtoisie sénatoriale

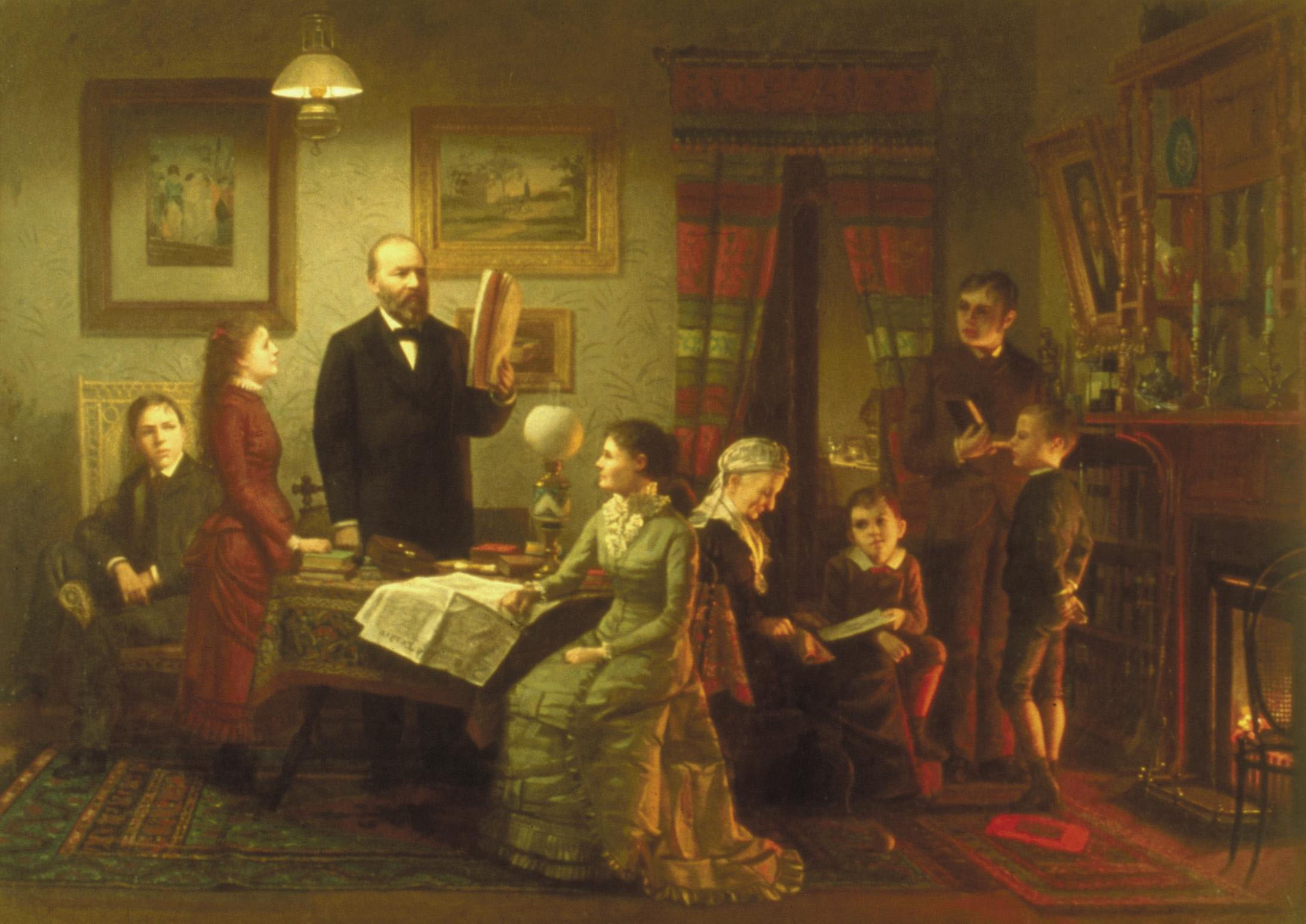
Garfield et sa famille. Tableau peint vers 1880.

La nomination de Thomas L. James à la fonction de Postmaster General ulcéra le rival de Garfield dans le Parti républicain, le stalwart Roscoe Conkling, qui demanda une nomination compensatrice en faveur de sa faction et de son État et si possible au département du Trésor. La querelle qui s'ensuivit pollua la brève présidence de Garfield. Celle-ci atteignit son paroxysme lorsque le président, à l'instigation de Blaine, nomma l'ennemi de Conkling, le juge William H. Robertson (en), au poste de percepteur des douanes du port de New York. Conkling exploita le principe de « courtoisie sénatoriale» pour rejeter la nomination mais cette tentative échoua. Garfield, qui considérait cette pratique comme du clientélisme, menaça d'annuler toutes les nominations si celle de Robertson n'était pas acceptée. Garfield déclara que cela « répondrait à la question de savoir si le président était le greffier du Sénat ou le chef de l'exécutif des États-Unis, ». Finalement, Conkling et son collègue Thomas C. Platt démissionnèrent de leurs sièges de sénateur en signe de désapprobation mais ils furent encore plus humiliés lorsque la législature de New York choisit deux autres personnes pour les remplacer. Robertson fut nommé et la victoire de Garfield sur le Sénat était claire. Il avait battu ses opposants, affaibli le principe de « courtoisie sénatoriale » et renforcé le pouvoir exécutif. Au regret de Blaine, Garfield reprit ses objectifs d'équilibrage entre les différentes factions du parti et il nomma plusieurs stalwarts proches de Conkling à des postes importants.
L'ancien président Ulysses S. Grant, un allié de Conkling, avertit Garfield dans une lettre qu'il désapprouvait la nomination de Blaine et qu'il était fortement opposé à la nomination de Robertson au poste de percepteur des douanes du port de New York. Le président Garfield répondit par une lettre sévère dans laquelle il écrivit qu'il ne se sentait pas lié par le clientélisme du parti et qu'il nommerait les « hommes qui représentaient les meilleurs éléments du parti républicain ».
Le 1er juillet 1881, les tensions liées à l'affaire Conkling se poursuivaient car le président Garfield continuait de refuser l'accès du vice-président Chester A. Arthur, un proche de Conkling, aux réunions du Cabinet. Blaine, encourageait cependant Garfield dans cette politique. L'historien Justice D. Doenecke avança que la nomination de Robertson démontrait un manque de jugement de Garfield. Selon lui, Garfield aurait dû poursuivre sa politique initiale de conciliation des différentes factions républicaines au lieu de suivre les idées de Blaine.
Garfield fut à l'origine d'une grande réussite économique lorsqu'il organisa le remboursement de 200 millions de dollars d'emprunts d'État sans convoquer de session extraordinaire du Congrès. Le précédent taux d'intérêt de 6 % fut remplacé par un taux futur de 3,5 % et cela accrut les recettes du gouvernement et limita la hausse de la dette publique,.

##### Réforme de la fonction publique

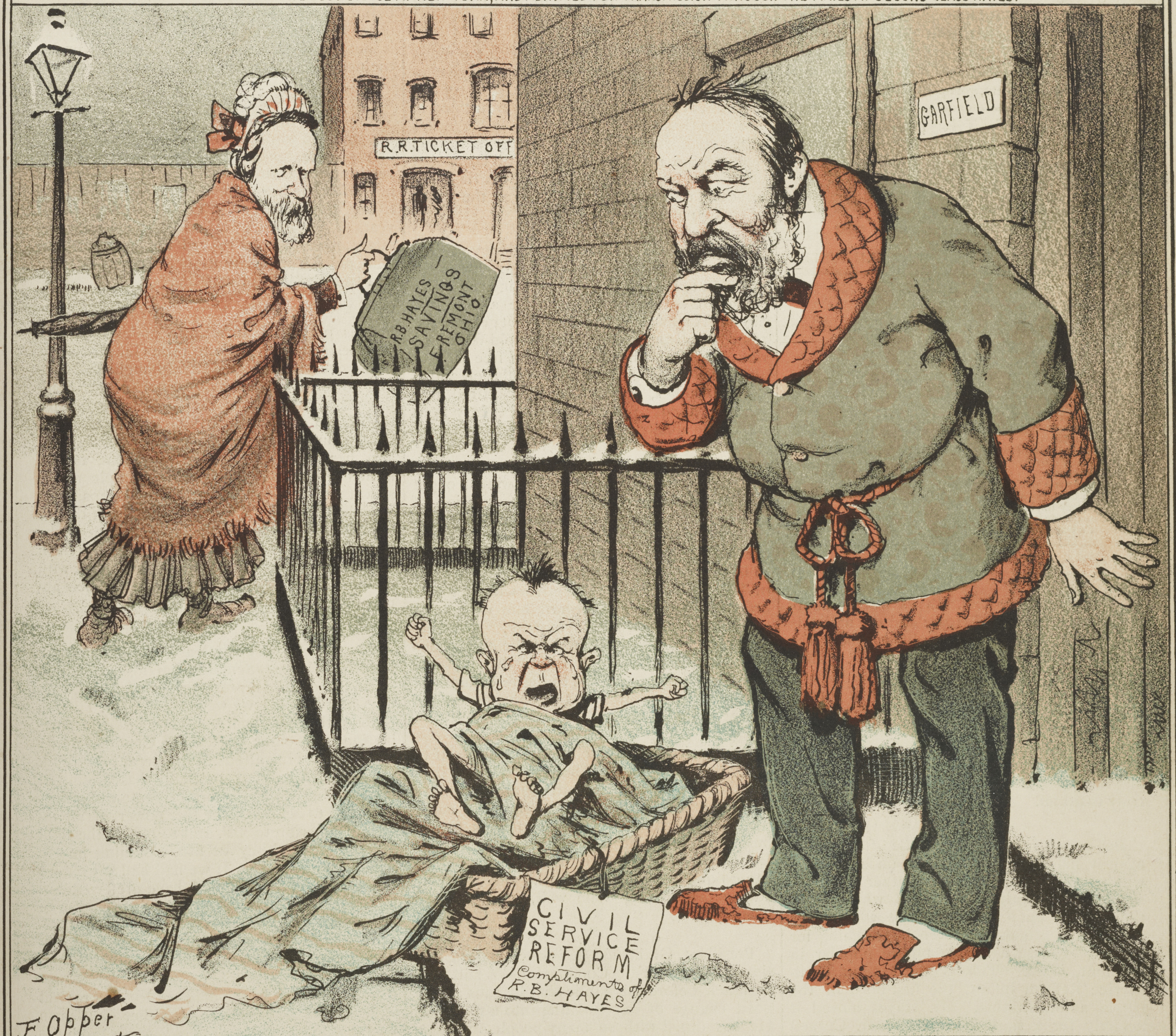
Caricature de 1881 du magazine satirique Puck montrant Garfield découvrant un bébé devant sa porte d'entrée portant une plaque indiquant « Réforme de la fonction publique, avec les compliments de R. B. Hayes ». Son prédécesseur est visible à l'arrière habillé en femme et porte un sac sur lequel est marqué « Économies de R. B. Hayes, Fremont, Ohio ».

Lors de la prise de fonction d'un nouveau président, il était d'usage que celui-ci remplace tous les fonctionnaires de l'administration précédente par des fidèles de son parti ou de sa faction. Ce mécanisme appelé système des dépouilles avait été mis en place par le président Andrew Jackson, mais il donnait lieu à une importante corruption ainsi qu'à un manque d'efficacité des organismes gouvernementaux. Les prédécesseurs de Garfield s'étaient faits les avocats de réformes de la fonction publique, mais aucune mesure concrète n'avait été prise.
En 1881, des associations réformistes s'étaient organisées dans le pays et militaient avec énergie. Certains réformateurs furent déçus que Garfield ait limité le non-remplacement des fonctionnaires aux postes subalternes et qu'il ait nommé des anciens alliés à des postes importants. Malgré tout, la majorité des réformateurs restaient loyaux à Garfield et le soutenaient.
En avril 1880, une enquête du Congrès avait révélé un large réseau de corruption au sein des star routes du département des Postes qui existaient déjà sous les administrations Grant et Hayes. Les appels d'offres pour la gestion des routes postales (star routes) en pleine expansion du fait de la conquête de l'Ouest étaient truqués pour favoriser l'offre la plus coûteuse et les profits étaient ensuite partagés entre les différents intervenants.
Hayes, le prédécesseur de Garfield, stoppa l'application de tout nouveau contrat sur les routes postales pour tenter de mettre un terme à la corruption. En avril 1881, Garfield fut informé par le procureur général Wayne MacVeagh et le Postmaster General Thomas L. James que le second assistant Postmaster General Thomas J. Brady (en) pourrait être l'un des principaux organisateurs de la corruption. Garfield demanda immédiatement sa démission et lança des enquêtes qui débouchèrent sur un procès pour conspiration. Lorsqu'il apprit que son parti, dont son directeur de campagne Stephen W. Dorsey (en), était impliqué, Garfield ordonna à MacVeagh et à James d'éliminer « jusqu'à la racine » la corruption au sein du département des Postes, quelles qu'en soient les conséquences. Selon le New York Times, de nombreux membres supposés de la corruption furent licenciés ou durent démissionner. Brady dut démissionner à la demande de Garfield et fut inculpé pour conspiration. Après deux procès, en 1882 et 1883, il fut néanmoins acquitté,.

##### Droits civiques

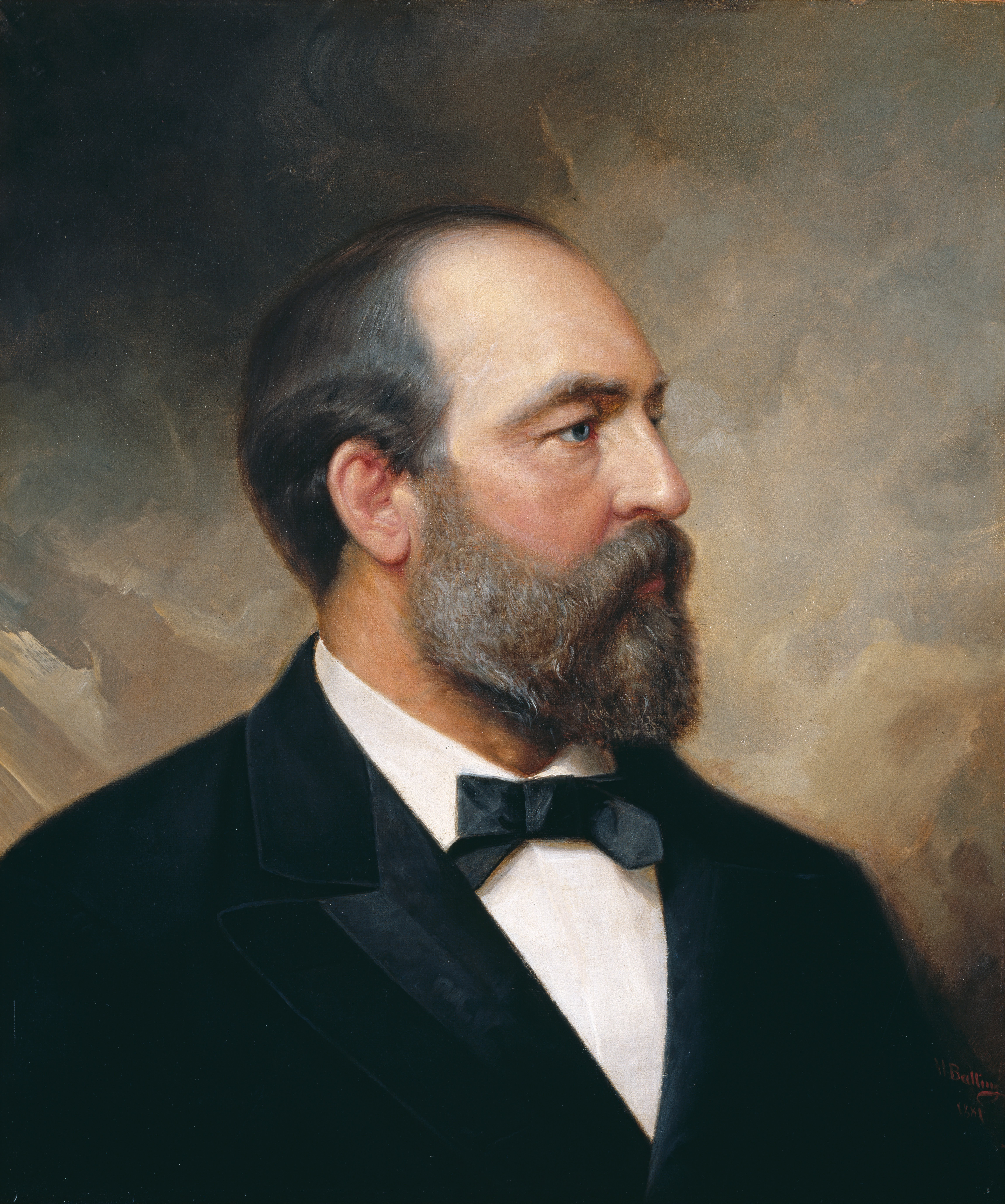
James Garfield en 1881 par Ole Peter Hansen Balling.

Le fardeau des droits civiques des Afro-américains pesa lourdement sur la présidence de Garfield. Durant la Reconstruction, les esclaves affranchis avaient obtenu la citoyenneté et le droit de vote qui leur permettaient de participer à la vie politique du pays. Garfield considérait cependant que leurs droits avaient été affaiblis par la résistance des Blancs sudistes et par l'analphabétisme, et il s'inquiétait de la création d'une « paysannerie noire permanente ». Le président défendit un « système d'éducation universel » financé par le gouvernement fédéral pour lutter contre l'analphabétisme de 70 % des Noirs du Sud. Le Congrès et l'opinion publique blanche du Nord avaient cependant perdu leur intérêt dans les droits des Afro-américains et les financements fédéraux furent rejetés par le Congrès dans les années 1880.
Garfield nomma plusieurs Afro-américains à des postes importants : Frederick Douglass, greffier des actes notariés à Washington ; Robert B. Elliott (en), agent spécial au Trésor ; John M. Langston, ambassadeur à Haïti et Blanche K. Bruce, greffier au Trésor. Garfield commença à inverser la politique démocrate sudiste de conciliation mise en place par Hayes. Afin de renforcer l'unité du parti républicain au Sud, il nomma William H. Hunt, un carpetbagger républicain de Louisiane durant la Reconstruction, au poste de secrétaire à la Marine. Garfield considérait que le parti républicain pouvait obtenir le soutien des États du Sud sur des questions « commerciales et industrielles » plutôt que raciales. Pour briser la résurgence du parti démocrate dans le Solid South, Garfield essaya de favoriser le Readjuster Party de William Mahone dont les positions politiques étaient appréciées des Noirs et des Blancs. Garfield fut ainsi le premier président républicain à initier une politique électorale pour obtenir le soutien des indépendants du Sud.

#### Politique étrangère

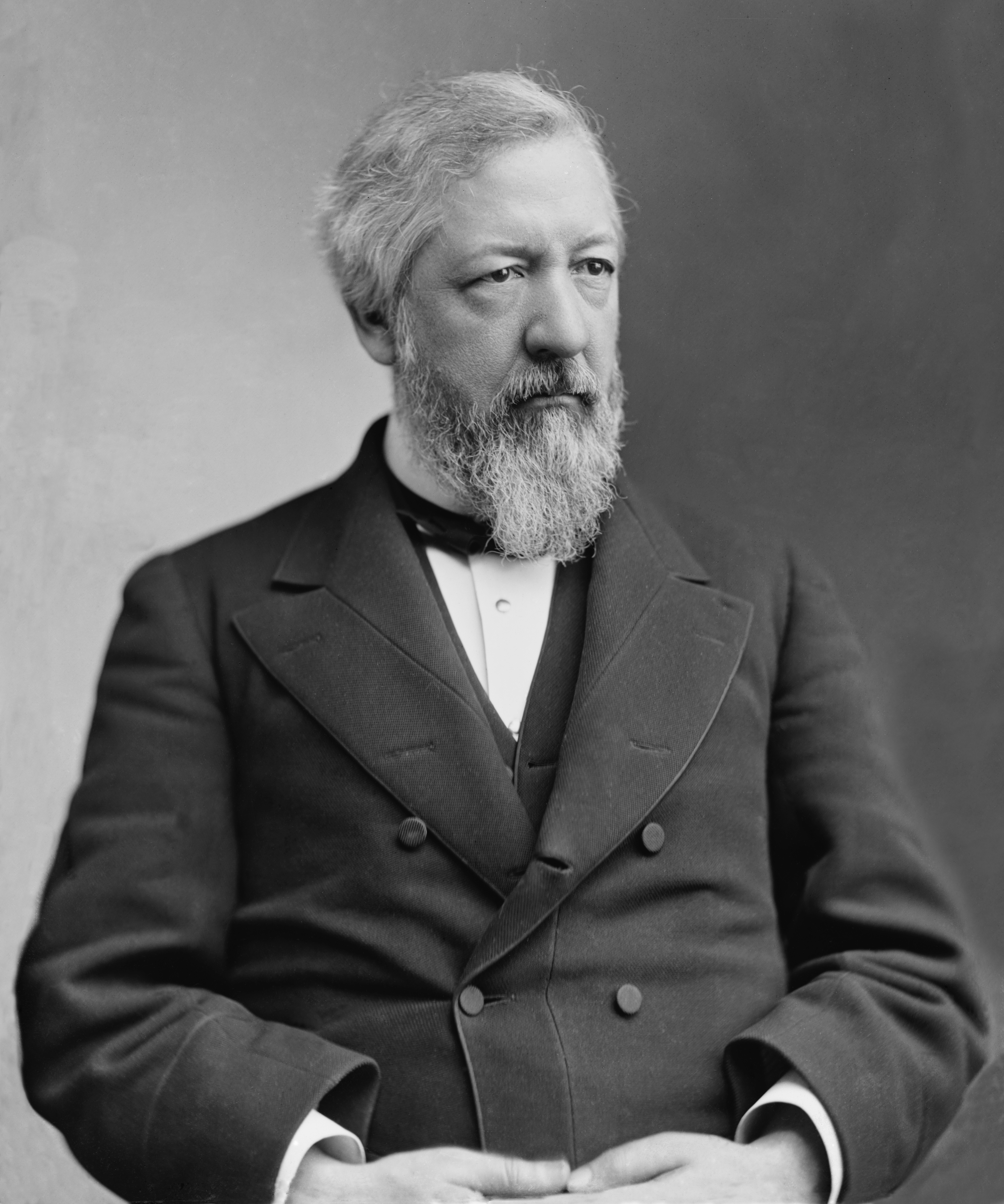
Le secrétaire d'État de Garfield, James Blaine.

Durant sa courte présidence, Garfield nomma plusieurs ambassadeurs dont James Russell Lowell au Royaume-Uni et le général de la guerre de Sécession et auteur de Ben-Hur, Lewis Wallace en Turquie,. Entre le 27 juin et le 1er juillet, Garfield nomma 25 ambassadeurs et consuls ainsi que le fils de Blaine au poste de troisième assistant du secrétaire d'État.
James G. Blaine, le secrétaire d'État de Garfield fut confronté à l'immigration chinoise, aux disputes sur les droits de pêche avec le Royaume-Uni et à la reconnaissance de la Corée.
La première tâche de Blaine fut de mettre un terme à la guerre du Pacifique qui opposait le Chili, la Bolivie et le Pérou depuis le 5 mars 1879. En janvier 1881, les forces chiliennes s'emparèrent de la capitale péruvienne Lima. Plutôt que de rester neutre, Blaine choisit de se ranger du côté du dirigeant péruvien Francisco García Calderón.
S'inquiétant d'une potentielle intervention britannique, Blaine mit l'accent sur la nécessité de régler le conflit entre États sud-américains et invita le Pérou à payer une indemnité plutôt qu'à céder le territoire contesté. En novembre 1881, Blaine chercha à organiser une conférence à Washington, avec neuf pays d'Amérique du Sud, en novembre 1882. Cependant, ces invitations furent annulées en avril 1882, lorsque le Congrès et Arthur annulèrent la conférence. En octobre 1883, la guerre du Pacifique se termina par le traité d'Ancón sans intervention américaine,. Garfield avait pressé ses voisins du Sud de renforcer leurs liens.
Dès 1876, il déclara : « Je préférerais perdre cinq ou six missions diplomatiques en Europe plutôt que celles en Amérique du Sud… Ils sont nos amis et voisins ». Garfield continua de mettre l'accent sur l'importance de ces liens, et il milita pour que le canal de Panama soit construit par les États-Unis et uniquement sous juridiction américaine.

#### Réforme navale
Quinze ans après la guerre de Sécession la marine américaine était en plein déclin. La suprématie navale acquise durant la guerre s'évanouissait et le moral était bas. Les navires étaient inférieurs à leurs équivalents européens que ce soit en termes de puissance de feu, de vitesse ou de protection. La majorité des navires américains étaient construits en bois et en fer et reposaient sur la force du vent. William H. Hunt, le nouveau secrétaire à la Marine lança immédiatement une enquête en préparation d'un programme de réforme. Un comité dirigé par le contre-amiral John Rogers demanda la construction de 68 nouveaux navires dont la majorité devaient avoir une coque en fer. Arthur poursuivit la politique de réforme et il remplaça Hunt par William E. Chandler, un administrateur compétent, pour poursuivre le programme de modernisation.

#### Maladie de son épouse

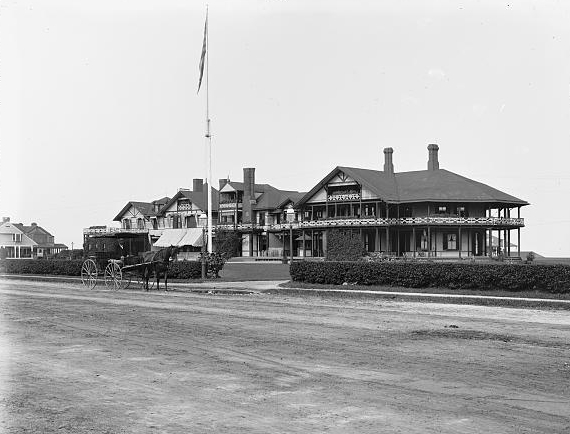
L'en où Garfield résida au mois de juin 1881.
Photographie prise vers 1900.

À la mi-mai 1881, Lucretia Garfield contracta la malaria et possiblement une méningite. Sa température atteignit 40 °C et elle semblait sur le point de mourir. À la fin du mois, sa température baissa et les médecins lui recommandèrent de récupérer dans un air salin. Garfield resta auprès d'elle durant sa maladie et le 18 juin, ils quittèrent Washington pour Elberon dans le New Jersey qui était une station balnéaire réputée.
Après avoir été éconduit à plusieurs reprises, Charles J. Guiteau, un avocat perturbé partisan des stalwarts et à la recherche d'un poste de fonctionnaire, décida d'assassiner le président. Après avoir acheté un revolver, Guiteau guetta Garfield au Lafayette Square Park et à son église des disciples du Christ à Washington. Apprenant que Garfield allait se rendre à Elberon le 18 juin, Guiteau décida de l'assassiner à la gare de Washington. Il décida cependant de ne pas tirer, en raison de la santé fragile de son épouse qu'il ne souhaitait pas accabler.
Alors que son épouse se rétablissait dans l'air frais de l'océan, le président Garfield convoqua son Cabinet à Elberon et gouvernait par télégraphe. Alors qu'il résidait à l'Elberon Hotel, le président passa en revue le 7e régiment d'infanterie et il échangea avec les journalistes présents. Garfield devait également assister à un banquet en l'honneur des vétérans de la ville mais il préféra se retirer après avoir appris que son oncle âgé de 80 ans, Thomas Garfield, avait été tué dans un accident de locomotive à Cleveland dans l'Ohio. L'ancien président Grant, qui s'était rendu avec sa famille à Elberon rencontra Garfield de manière informelle le 25 juin. Après avoir assisté à la messe, Garfield rentra à Washington le lendemain, le 27 juin 1881,.

#### Administration et nominations judiciaires

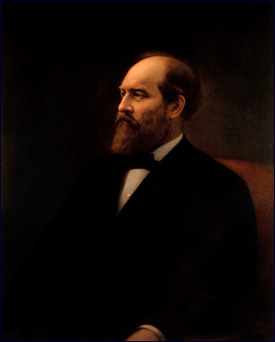
Portrait officiel de Garfield.

Malgré sa courte présidence, Garfield nomma un juge à la Cour suprême : Stanley Matthews (en) en remplacement de Noah H. Swayne qui avait pris sa retraite. En plus de cette nomination, Garfield nomma quatre juges à des cours inférieures : Don Albert Pardee (en) à la cour d'appel pour le cinquième circuit (où il resta jusqu'en 1919), Alexander Boardman à la cour de district de Louisiane occidentale, Addison Brown à la cour de district du sud de New York et LeBaron B. Colt (en) à la cour du district de Rhode Island.

#### Assassinat

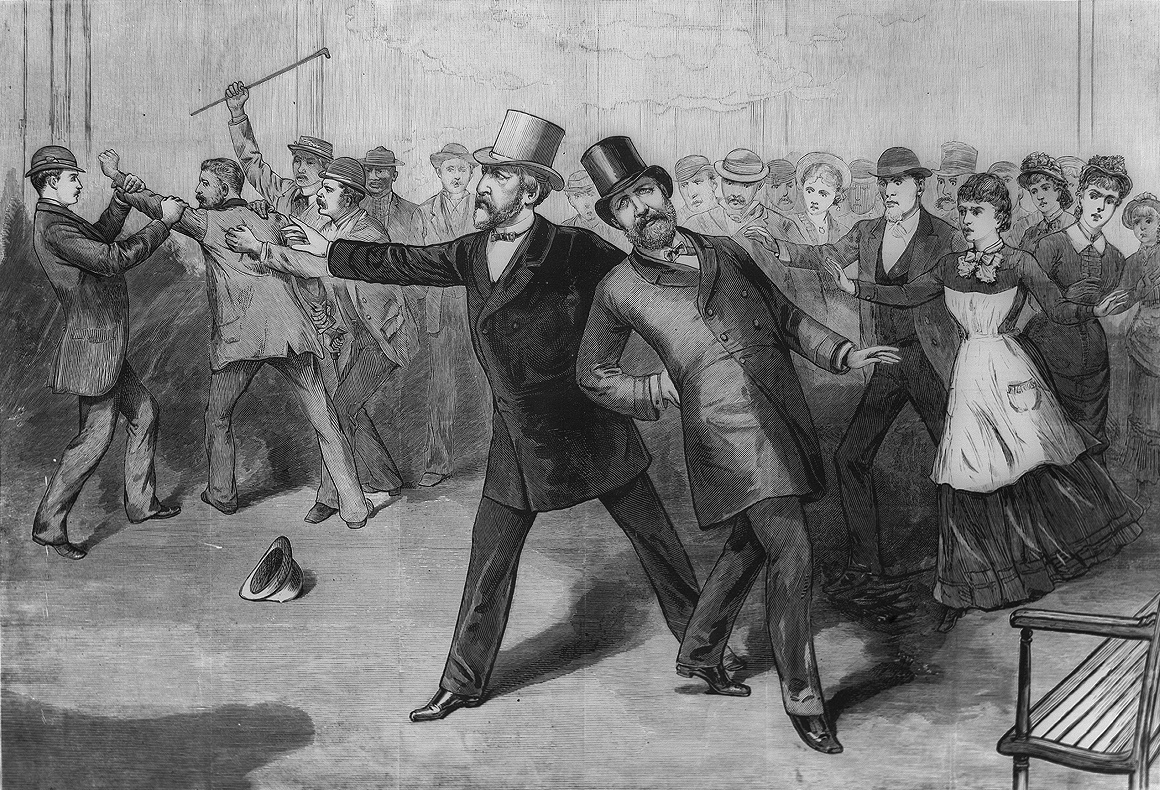
Le président Garfield avec James Blaine après les coups de feu de Charles J. Guiteau.

Le matin du 2 juillet 1881, le président Garfield se rendit au Williams College, où il avait étudié, pour donner un discours. Il était accompagné de James G. Blaine, Robert Todd Lincoln et de ses deux fils, James et Harry. Alors que le président traversait la rue, pour se rendre à la gare de la Baltimore and Potomac Railroad à Washington à 9 h 30, Charles J. Guiteau s'approcha de Garfield et lui tira deux balles dans le dos, à bout portant. Ce dernier était contrarié d'avoir vu sa candidature de consul à Paris être refusée à plusieurs reprises car il n'avait aucune qualification. Il souffrait de troubles mentaux et était convaincu d'avoir donné un discours décisif pour l'élection de Garfield. Quand sa nomination fut rejetée, Guiteau se mit à croire que le parti républicain et le pays avaient été trahis et que Dieu lui avait affirmé qu'il pourrait sauver la nation et le parti si Garfield était « éliminé ». Guiteau suivit le président pendant des semaines avec un revolver Webley Bulldog. Lors de son arrestation, il s'écria « Je suis le stalwart des stalwarts… Arthur est maintenant président ! ». Cela généra des rumeurs vite écartées selon lesquelles Arthur ou ses partisans avaient poussé Guiteau à agir. Guiteau considérait également qu'il serait acquitté et serait élu président après son procès.
Garfield s'écria immédiatement après avoir été touché : « Mon Dieu, qu'est-ce donc ? ». La première balle érafla Garfield au bras et la seconde se logea près de son foie, mais les médecins ne parvinrent pas à la localiser avec précision ; l'autopsie révéla qu'elle se trouvait derrière le pancréas.
Alexander Graham Bell mit au point un détecteur de métaux afin de trouver la fameuse balle dans le corps du président, mais les interférences provoquées par le lit à armatures en fer empêchèrent l'appareil de fonctionner,. L'état de Garfield se détériora fortement dans les semaines qui suivirent, en raison de l'infection, qui affaiblit son cœur. Il resta alité à la Maison-Blanche, souffrant de fièvres et de fortes douleurs. Afin de soulager le blessé de la chaleur étouffante de l'été à Washington, des ingénieurs de la marine mirent au point l'un des premiers dispositifs de climatisation. Des ventilateurs forçaient la circulation de l'air à travers une caisse pleine de glace jusque dans la chambre du président. Le système fonctionna de manière satisfaisante et permit d'abaisser la température d'environ dix degrés Celsius.
Des messages de soutien arrivèrent de tout le pays et du monde entier. Le roi Humbert Ier d'Italie et la famille Rothschild envoyèrent des messages de condoléances et le gouverneur démocrate du Kentucky Luke P. Blackburn ordonna un jour de « jeûne et de prières publiques ». Si la clause 6 de l'article II de la Constitution prévoyait qu'en cas d'« incapacité du président à exercer les pouvoirs et de remplir les devoirs de sa charge », celles-ci revenaient au vice-président, Chester A. Arthur était réticent à agir en tant que président, alors que Garfield était encore en vie, et les deux mois suivants connurent un vide avec Garfield trop faible pour mener ses devoirs, et Arthur refusant de les assumer. Cependant, les activités fédérales étaient assez limitées durant la période estivale et le président avait peu de missions à accomplir et cela ne se traduisit pas par une crise majeure.

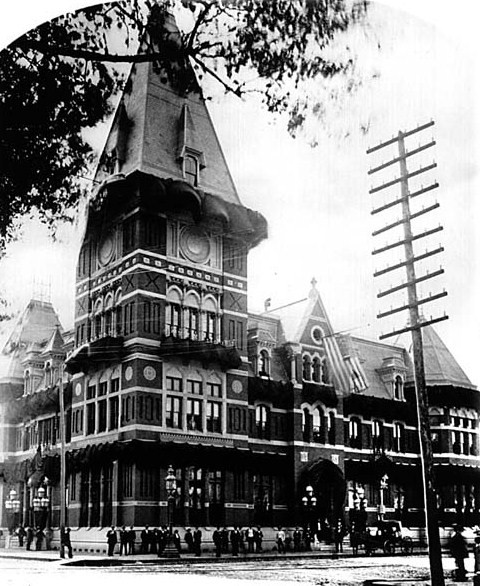
La gare de la Baltimore and Potomac Railroad de Washington où Garfield fut abattu le 2 juillet 1881.

Le 6 septembre, Garfield fut emmené sur la côte du New Jersey dans l'espoir ténu que l'air frais puisse aider à sa guérison. En quelques heures, des habitants construisirent un embranchement ferroviaire pour le train de Garfield.
Le lundi 19 septembre 1881, à 22 h 20, Garfield décéda d'un infarctus du myocarde ou d'une rupture d'anévrisme de l'artère splénique, consécutive à une septicémie et une pneumonie. La mort de Garfield fut prononcée à 22 h 35 à Elberon. Lucretia resta auprès de son époux pendant une heure jusqu'à ce qu'elle soit raccompagnée à l'extérieur de la chambre. Il décéda exactement deux mois avant son cinquantième anniversaire et est donc le second plus jeune président à mourir assassiné durant son mandat, après John Fitzgerald Kennedy. Pendant les 80 jours, entre l'attentat et sa mort, son seul acte officiel fut la signature d'un acte d'extradition[Lequel ?]. Ses derniers mots furent « Mon travail est accompli, ».
De nos jours, la plupart des historiens et experts médicaux pensent que Garfield aurait probablement survécu à ses blessures si ses médecins avaient eu accès aux techniques et modes opératoires actuels. Comme la pratique médicale de l'époque le conseillait, plusieurs médecins tentèrent de récupérer la balle dans le corps de Garfield, mais ils le firent avec leurs doigts, ou avec des instruments non stérilisés, ce qui causa la septicémie, alors incurable. Les travaux de Joseph Lister sur la stérilisation dans les années 1860 n'étaient pas encore complètement acceptés par les médecins américains, et les historiens s'accordent pour dire que l'infection a été l'une des principales causes de la mort de Garfield. Le biographe Peskin avance néanmoins que la blessure était si grave, que même sans infection, elle aurait été mortelle.
Guiteau fut formellement inculpé pour le meurtre de Garfield le 14 octobre 1881. Malgré sa défense fondée sur la folie, le jury le condamna à mort le 25 janvier 1882 et il fut pendu le 30 juin.

## Postérité
1 500 personnes se recueillirent devant le cercueil de Garfield à Elberon avant qu'il ne soit emmené dans un corbillard. Son corps fut transporté en train jusqu'à Washington et des milliers de badauds se pressèrent le long des voies. Plus de 70 000 personnes, dont certaines avaient attendu durant trois heures défilèrent devant son cercueil à Washington et le 25 septembre 1881 à Cleveland, plus de 150 000, un nombre supérieur à la population de la ville, lui rendirent un dernier hommage. Le corps de Garfield fut placé dans un bâtiment spécialement conçu, éclairé à l'électricité, et une gerbe envoyée par la reine Victoria du Royaume-Uni orna son cercueil.

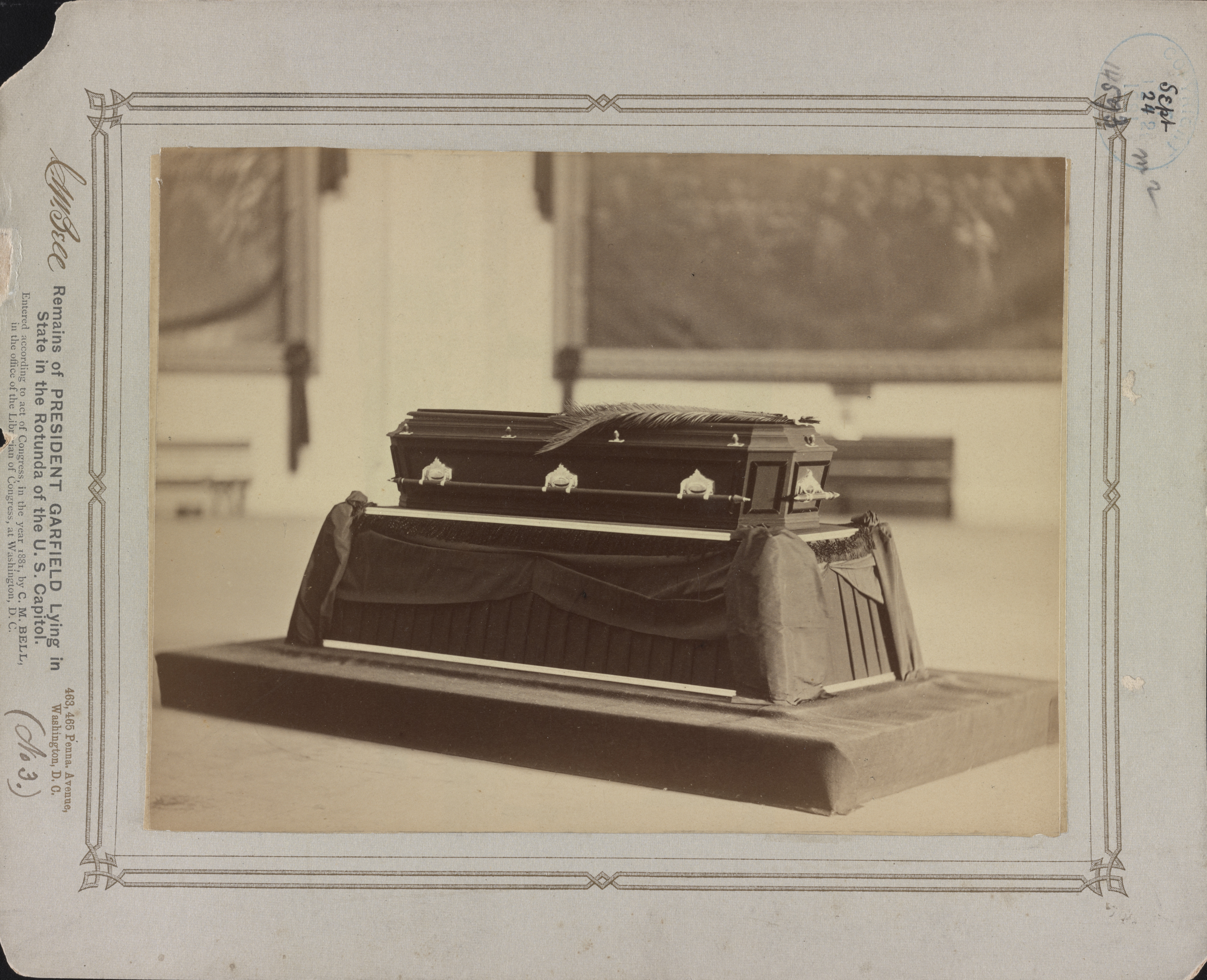
Cercueil du président Garfield dans la rotonde du Capitole des États-Unis.

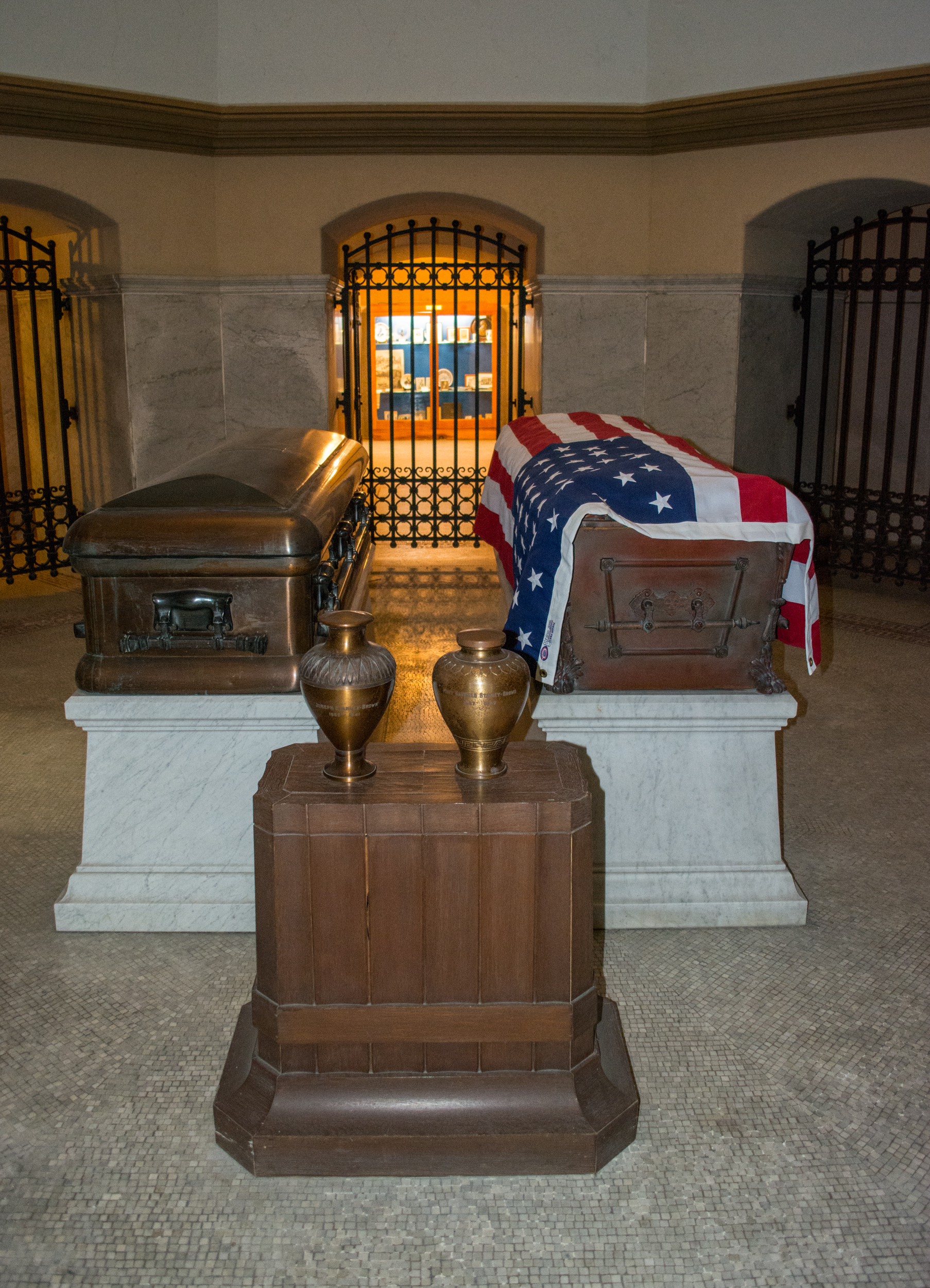
Les cercueils de James et Lucretia Garfield disposés dans la crypte du mémorial. Les urnes sont celles de sa fille Mollie Garfield et de son beau-fils et secrétaire particulier Joseph Stanley Brown.

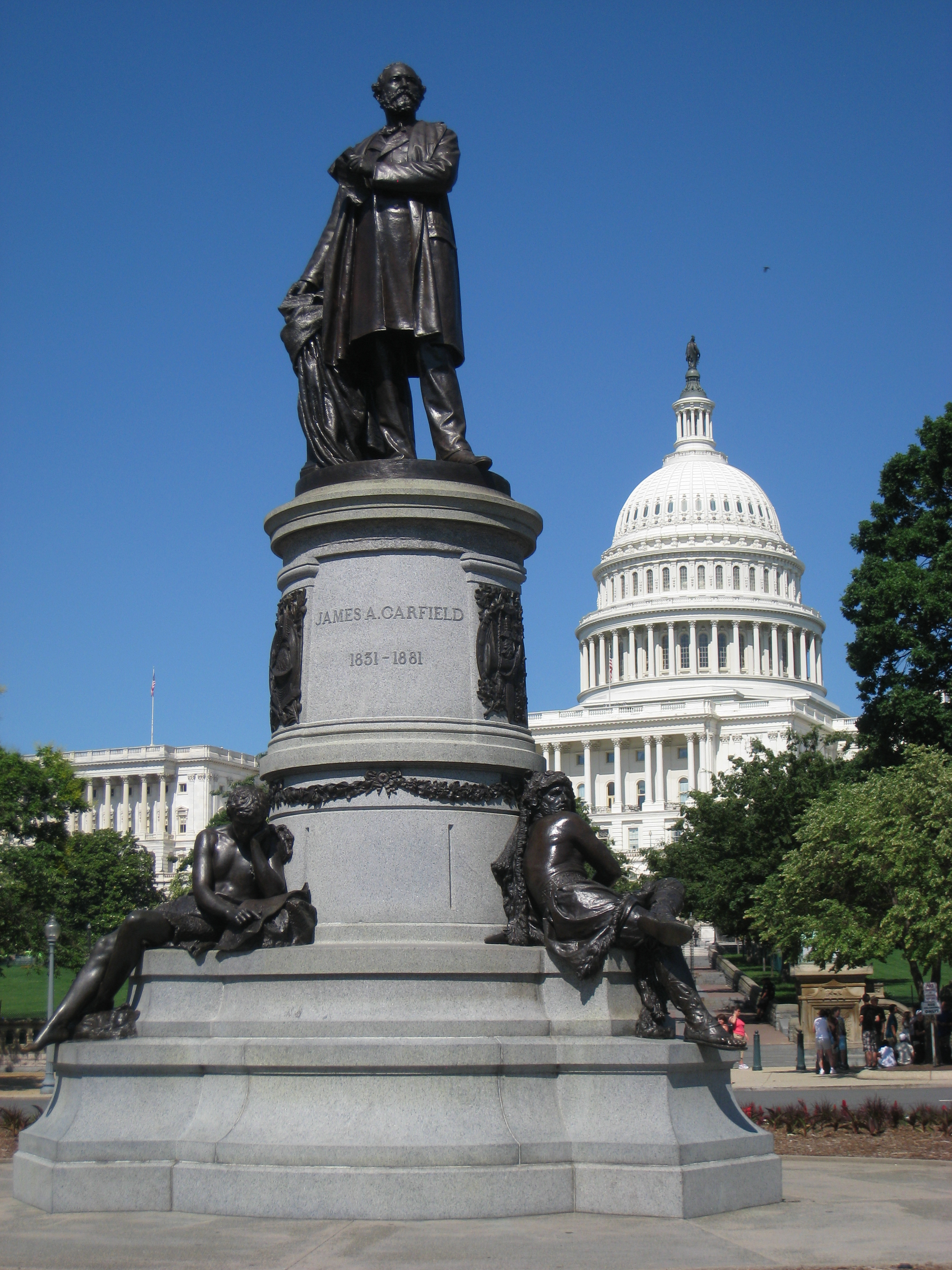
Le James A. Garfield Monument devant le Capitole

Son corps fut temporairement placé dans un caveau du cimetière de Lake View, à Cleveland, avant que son mémorial ne soit érigé.
Le 18 mai 1887, le monument à la mémoire de James A. Garfield (en) a été inauguré à Washington. Le monument est composé d'une statue en bronze de Garfield de 3 m de haut, placée au sommet d'un socle de style baroque de 5 m de haut et se trouve devant le Capitole des États-Unis. Trois figures allégoriques en bronze de 5 m placées à la base du socle représentent les trois périodes importantes de la vie de Garfield, l'étudiant, le soldat et l'homme d'État.

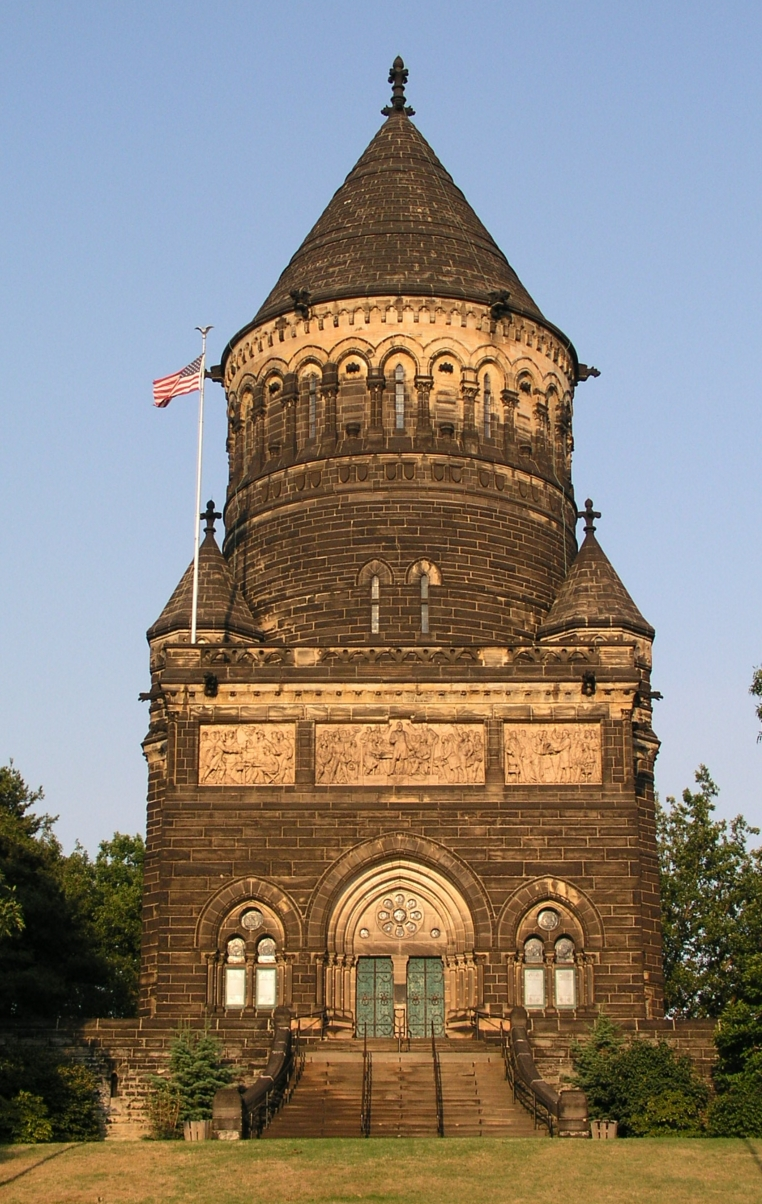
Le James A. Garfield Memorial au cimetière de Lake View à Cleveland dans l'Ohio.

Le 19 mai 1890, le corps de Garfield fut définitivement inhumé avec tous les honneurs dans un mausolée du cimetière de Lake View à Cleveland, dans l'Ohio. L'ancien président Rutherford B. Hayes, le président en exercice Benjamin Harrison et le futur président William McKinley assistèrent à l'inauguration. Le président Harrison déclara que Garfield était toujours « un étudiant et un enseignant » et que son œuvre survivrait à sa mort. Cinq panneaux du monument représentent Garfield en enseignant, en général de l'Union, en orateur, lors de sa prestation de serment ainsi que son cercueil dans la rotonde du Capitole.
Il y eut deux années lors desquelles les États-Unis eurent trois présidents. La première fut 1841. Martin Van Buren acheva son unique mandat le 4 mars, William Henry Harrison fut investi, mais mourut un mois plus tard avant que son vice-président John Tyler ne lui succède. La seconde fut 1881. Rutherford B. Hayes laissa sa place à James A. Garfield et, à la mort de ce dernier, Chester A. Arthur devint président.
L'assassinat du président Garfield par un homme perturbé à la recherche d'un poste de fonctionnaire secoua l'opinion et le Congrès se lança alors dans une réforme de la fonction publique.
Le sénateur démocrate George H. Pendleton de l'Ohio proposa un texte de loi qui fut signé par le président Arthur en janvier 1883. Le Pendleton Civil Service Reform Act instaurait des concours d'entrée dans la fonction publique et un principe de nominations basées sur le mérite. La loi rendit illégal la pratique courante de payer ou de rendre des services, pour obtenir une nomination. Pour assurer l'application de la réforme, le Congrès créa la Civil service commission. Le Pendleton Act ne couvrait initialement que 10 % des postes fédéraux, mais des réformes successives firent qu'au début du XXe siècle, la grande majorité des nominations fédérales étaient faites sur la base du mérite. Le président Arthur, qui avait la réputation d'être un partisan du système des dépouilles, devint un ardent avocat de cette réforme.

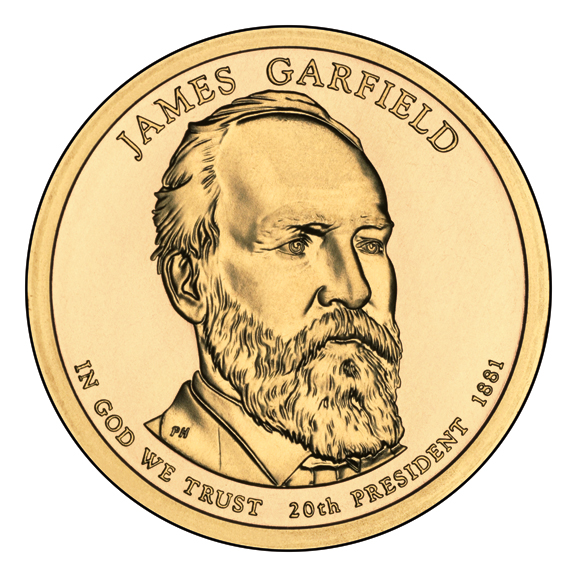
Pièce de la série du dollar présidentiel à l'effigie de Garfield.

En revanche, rien ne fut fait pour fournir une protection rapprochée au président. Ce ne fut qu'après l'assassinat de William McKinley, vingt ans plus tard, que le Congrès chargea le Secret Service, fondé à l'origine pour combattre la contrefaçon, de la sécurité du président.
En 1876, Garfield démontra ses talents de mathématicien en apportant une démonstration du théorème de Pythagore. Ses travaux furent publiés dans le New England Journal of Education. L'historien des mathématiques William Dunham avança que la démonstration de Garfield était « vraiment une preuve très élégante ».
La ville de Garfield en Australie, anciennement appelée Cannibal Creek, pris son nom en l'honneur du défunt président en 1887 et son effigie a été imprimée sur les certificats Or de 20 $ et les billets de 5 $ émis en 1882.
L'auteur Jim Davis, créateur de la bande-dessinée Garfield, a nommé son personnage principal du même nom en l'honneur de son grand-père James Garfield Davis, qui avait lui-même été nommé en l'honneur de James A. Garfield.

### En français
- Georges Ayache, Les présidents des États-Unis : Histoire et portraits, Paris, Perrin, 2016, 480 p. (ISBN 978-2-262-06420-4, OCLC 991492904, BNF 45110316, lire en ligne ).
- Nicole Bacharan, Les Noirs américains : Des champs de coton à la Maison Blanche, Paris, Perrin, coll. « Tempus » (no 337), 2010, 618 p. (ISBN 978-2-262-03275-3, OCLC 708357029, BNF 42305262).
- Jacques Binoche, Histoire des États-Unis, Paris, Ellipses, coll. « Ellipses poche », 2017, 2e éd. (1re éd. 2003), 256 p. (ISBN 978-2-340-02170-9, OCLC 1020169920, BNF 45414237, présentation en ligne).
- Hélène Harter et André Kaspi, Les présidents américains : De George Washington à Joe Biden, Paris, Tallandier, coll. « Texto », 2022, 272 p. (ISBN 979-10-210-5481-3, OCLC 1345667727, BNF 47096831, présentation en ligne).
- André Kaspi, Les Américains : Naissance et essor des États-Unis (1607-1945), t. 1, Paris, Éditions du Seuil, coll. « Points histoire » (no 89), 2014, 5e éd. (1re éd. 1986), 464 p. (ISBN 978-2-7578-4154-9, OCLC 43825106, BNF 43825106, présentation en ligne).
- Robert Lacour-Gayet, Histoire des États-Unis : De la fin de la guerre civile à Pearl Harbor, t. 2, Paris, Fayard, 1977, 431 p. (ISBN 2-213-00449-8, OCLC 987411395, BNF 34706427).
- Jean-Michel Lacroix, Histoire des États-Unis, Paris, Presses universitaires de France, 2022, 7e éd. (1re éd. 1996), 576 p. (ISBN 978-2-13-083290-4, OCLC 1302993439, BNF 47012774, présentation en ligne).
- Pierre Mélandri, Histoire des États-Unis : L'ascension (1865-1974), t. 1, Paris, Perrin, coll. « Tempus » (no 522), 2013, 935 p. (ISBN 978-2-262-04177-9, OCLC 864700177, BNF 43769558).
- Pierre Mélandri, « Le siècle américain », une histoire, Paris, Perrin, 2016, 672 p. (ISBN 978-2-262-03811-3, OCLC 960976545, BNF 45158509, lire en ligne ).
- Jacques Portes, Histoire des États-Unis : De 1776 à nos jours, Paris, Armand Colin, coll. « U Histoire », 2017, 3e éd. (1re éd. 2010), 432 p. (ISBN 978-2-200-61809-4, OCLC 985086886, BNF 45268837, lire en ligne ).
- Jacques Portes, Histoire documentaire des États-Unis : L'Âge doré (1865-1896), t. 5, Presses universitaires de Nancy, 1988, 215 p. (ISBN 2-86480-323-2, OCLC 889231546, BNF 34956910).
- Philippe Valode, Les Présidents des États-Unis, Paris, Éditions de l'Archipel, 2008, 212 p. (ISBN 978-2-84187-745-4, OCLC 470559651, BNF 41379792).
- Bertrand Van Ruymbeke, Histoire des États-Unis : De 1492 à 1919, t. 1, Paris, Tallandier, coll. « Texto », 2021, 608 p. (ISBN 979-10-210-4989-5, OCLC 1269615217, BNF 46846182, présentation en ligne).
- Bernard Vincent (dir.), Histoire des États-Unis, Paris, Flammarion, coll. « Champs Histoire », 2016, 4e éd. (1re éd. 1997), 720 p. (ISBN 978-2-08-139368-4, OCLC 960914039, BNF 45138239, présentation en ligne).

### En anglais
- Emma Elizabeth Brown, The Life and Public Services of James A. Garfield : Twentieth President of the United States, Boston, Massachusetts, D. Lothrop Company, 1881.
- (en) Justus D. Doenecke, The Presidencies of James A. Garfield & Chester A. Arthur, Lawrence (Kansas), The Regents Press of Kansas, 1981, 229 p. (ISBN 0-7006-0208-9).
- William S. McFeely, Grant : A Biography, New York, W. W. Norton & Company, Inc, 1981, 592 p. (ISBN 0-393-32394-3).
- (en) Allan Peskin, Garfield : A Biography, Kent (Ohio), Kent State University Press, 1978, 716 p. (ISBN 0-87338-210-2, lire en ligne).
- Allan Peskin et Lewis L. Gould (dir.), American first ladies : their lives and their legacy, New York, Routledge, 2001 (ISBN 0-415-93021-9).
- Ira Rutkow, James A. Garfield, New York, Macmillan Publishers, 2006, 181 p. (ISBN 978-0-8050-6950-1, OCLC 255885600).